# 敦賀市
敦賀市（つるがし）は、福井県南西部の嶺南地方にある市。日本海の敦賀湾に面している。原子力発電所の所在地や昆布の加工地として知られている。気候は季節風の強まる冬でも、日本海沿岸地域では比較的穏やかとされている。嶺南では最多の人口を有する。1937年（昭和12年）市制施行。

## 概要
古代より畿内と北陸道を結ぶ北国街道の脇街道である西近江路（あるいは鯖街道、若狭街道、敦賀街道、七里半越とも（現国道161号、国道367号等））、深坂越、新道野越（現国道8号等）や木の芽街道（現国道476号等）、山陰道への丹後街道（現国道27号等）が通り、また畿内や瀬戸内海に繋がる水運を利用できる琵琶湖からは峠(県境) を下った日本海側に位置するため交通の要衝とされ、街道沿いには飛鳥時代に越前一宮として氣比神宮が建立された。古来より鳥居前町が形成されて、敦賀港とともに発展した。敦賀駅も、名古屋駅より5年早い開業、福井駅より14年早い時期の明治15年に敦賀駅が開業している。国道も、8号線、27号線（始点）、161号線（始点）、162号線（終点）、476号線（終点）と、かなり若い番号から張り巡らされ、北陸自動車道とともに陸運を担ってきた。
近代には、欧亜国際連絡列車の日本側の入口として、外国製の地球儀には、3都市から4都市のわずかの街しか記載されない日本の都市の1つとして、敦賀が含まれていた（1970年代までこの形態の地球儀が国内でも販売されていた）。現在も鉄道や道路の結節点であり、3本の直轄国道（8号、27号、161号）が走り、重要港湾敦賀港には、北海道行きのフェリー定期航路や、大韓民国行きのコンテナ航路が開設されているなど、日本海側の交通の要衝である。街の歴史は古いが、越前国司配下、鎌倉時代の歴代守護配下、斯波氏の支配下、朝倉氏の支配下、酒井氏の支配下と移り変わる中、政庁が置かれた期間は少なく（桃山時代の短い大谷吉継時代が、敦賀全域を独立統括した唯一の地方政府であったといえる）、軍勢をもつほどの巨大寺社も無かったため、民間主導の商都の性格が強い。
明治期に短期間（現在の福井県の領域を統轄した時期は3年半）県庁所在地だったこと、第2次世界大戦前に市制を敷いた点や、市街地の規模から、福井県嶺南地方の代表都市とされている。2007年に市制施行70周年を迎えた。1960年代以降、原子力発電所や関連施設を誘致し、歴代の敦賀市長は1968年発足の全国原子力発電所所在市町村協議会会長を務めている。

## 地理

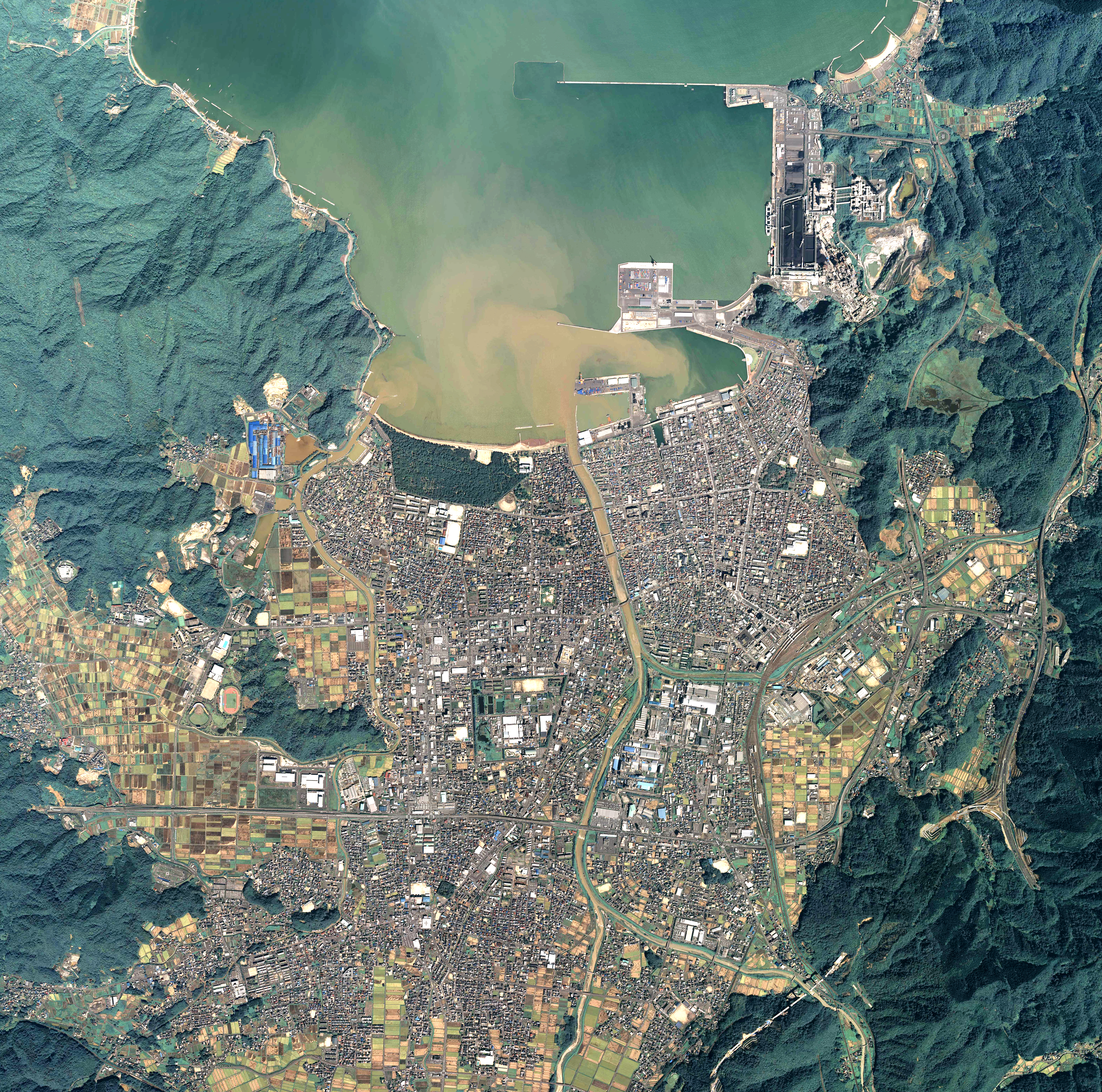
敦賀市中心部周辺の空中写真。2013年9月17日撮影の12枚を合成作成。。

市域は、全域が令制国での越前国南部の敦賀郡に含まれ、観光などでは「越前・敦賀」のほかに「若狭(湾)・敦賀」の地域表現が用いられることもある。これは陸路においては北東側に交通の難所である木ノ芽峠(標高627m)があり、南側は海浜の敦賀と内陸盆地の近江国の間に深坂古道深坂峠(364m、 美濃 岐阜、尾張 愛知方面)、国境峠(389m、山城 京都方面)がありこれらが交通の難所であったことや、対して西側の北陸7国の南西端の若狭国とはゆるやかな関峠(96m)で容易に交通が可能であり江戸時代半期は若狭国小浜藩の越境領であったことから風習などが敦賀以北の越前よりも若狭に近いことなどが理由とされている。
福井県の地方区分においては嶺南に含まれる。間投イントネーションがある嶺南方言が話されるとされる。
明治維新に伴う20余年の廃藩置県移行中においては敦賀県が置かれた時期（短期間だがこの名が現在の福井県全域だった時期もある）もあるが、ほどなく分割され、現行の福井県だけではなく4年半だけ滋賀県に属したこともあった。かつて一時期は道州制が実施され仮に福井県が「北陸州」に含まれる場合、嶺南に属する敦賀市と小浜市では「嶺北地方とは縁を切る」旨の発言が問題視された市長市議も存在した。。

### 位置
敦賀市は、木ノ芽峠の西側および南側で若狭湾の南東部に位置する。更に、日本海側と太平洋側が最も接近する地域が敦賀湾南東部(福井県敦賀市)と伊勢湾北部(三重県桑名市)を結ぶ線である。近世（平安時代とする伝承もある）から現在にかけて幾度か日本海と太平洋を結ぶ水路（琵琶湖運河、琵琶湖と敦賀湾や大阪湾または伊勢湾）の話が繰り返し持ち上がっているが85mにも及ぶ水位差(スエズ運河0m、パナマ運河26m)、運河総長は日本海-琵琶湖20km、琵琶湖-太平洋50kmになり、10km以上のトンネル水路数本と多数の閘門や水面調整関など費用対効果から熟考されたことは無い。。

### 地形

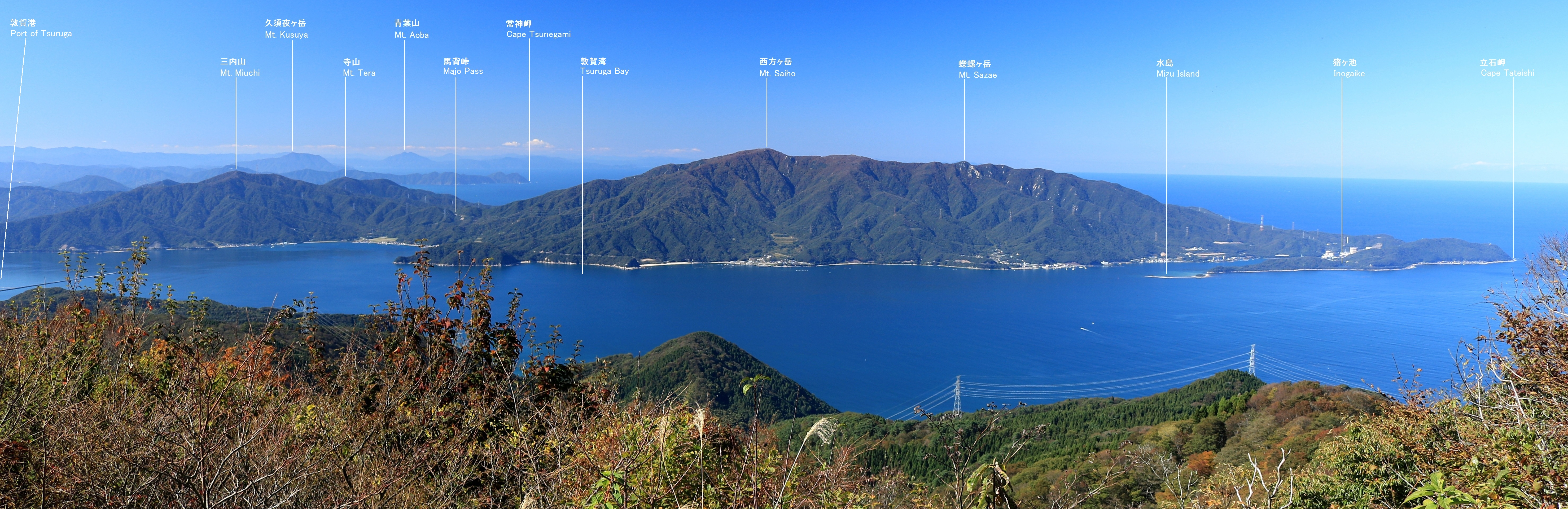
東方の鉢伏山から望む敦賀半島（左の南側から三内山-馬背峠-西方ヶ岳-蠑螺が岳-立石岬）、手前に敦賀湾

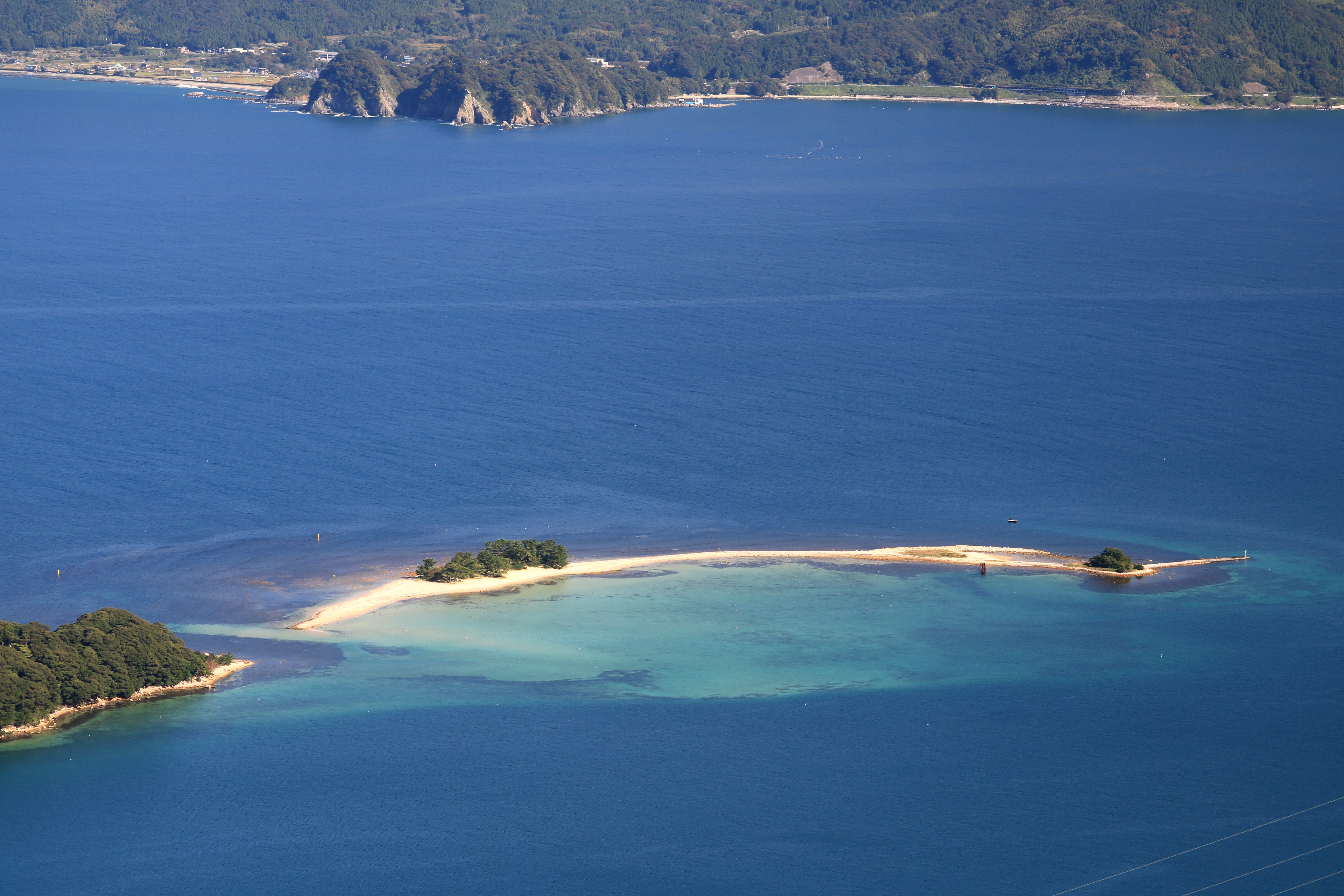
水島

典型的な扇状地地形であり周囲三方を山に囲まれている。またリアス式海岸である若狭湾の東端に位置する。湾は海に入ると急激に水深が下がる天然の良港である。上記の理由により平地が少なく、市の大部分は山林で占められている。この平野（敦賀平野）は南東縁の敦賀断層と南西縁の野坂断層の活動に伴う沈降部に形成された冲積平野である。

#### 山岳
主な山
- 岩籠山
- 西方ヶ岳
- 蠑螺ガ岳
- 野坂岳
- 天筒山
- 乗鞍岳
- 三国山

#### 河川
主な川
- 笙の川
- 黒河川（黒河渓谷）
- 木の芽川
- 井の口川
- 児屋川

#### 湖沼
主な湿地
- 中池見湿地
- 池河内湿原

#### 海岸
湾岸
- 若狭湾（敦賀湾）

半島
- 敦賀半島

島嶼
- 水島

### 気候
日本海側気候である。また、豪雪地帯対策特別措置法において豪雪地帯に指定されている。
- 気温 - 最高37.8℃（2025年8月4日）、最低-10.9℃（1904年1月27日）
- 最大日降水量 - 211.2mm（1965年9月17日）
- 最大瞬間風速 - 47.9m/s（2018年9月4日）
- 最深積雪 - 196cm（1981年1月15日）→五六豪雪
- 夏日最多日数 - 139日（2024年）
- 真夏日最多日数 - 76日（1916年、2023年）
- 猛暑日最多日数 - 19日（2023年）
- 熱帯夜最多日数 - 52日（2023年、2024年）
- 冬日最多日数 - 65日（1936年）
- 真冬日最多日数 - 4日（1936年）

| 国土交通省気象庁東京管区気象台福井地方気象台敦賀特別地域気象観測所（松栄町、標高2m）の気候 | 国土交通省気象庁東京管区気象台福井地方気象台敦賀特別地域気象観測所（松栄町、標高2m）の気候 | 国土交通省気象庁東京管区気象台福井地方気象台敦賀特別地域気象観測所（松栄町、標高2m）の気候 | 国土交通省気象庁東京管区気象台福井地方気象台敦賀特別地域気象観測所（松栄町、標高2m）の気候 | 国土交通省気象庁東京管区気象台福井地方気象台敦賀特別地域気象観測所（松栄町、標高2m）の気候 | 国土交通省気象庁東京管区気象台福井地方気象台敦賀特別地域気象観測所（松栄町、標高2m）の気候 | 国土交通省気象庁東京管区気象台福井地方気象台敦賀特別地域気象観測所（松栄町、標高2m）の気候 | 国土交通省気象庁東京管区気象台福井地方気象台敦賀特別地域気象観測所（松栄町、標高2m）の気候 | 国土交通省気象庁東京管区気象台福井地方気象台敦賀特別地域気象観測所（松栄町、標高2m）の気候 | 国土交通省気象庁東京管区気象台福井地方気象台敦賀特別地域気象観測所（松栄町、標高2m）の気候 | 国土交通省気象庁東京管区気象台福井地方気象台敦賀特別地域気象観測所（松栄町、標高2m）の気候 | 国土交通省気象庁東京管区気象台福井地方気象台敦賀特別地域気象観測所（松栄町、標高2m）の気候 | 国土交通省気象庁東京管区気象台福井地方気象台敦賀特別地域気象観測所（松栄町、標高2m）の気候 | 国土交通省気象庁東京管区気象台福井地方気象台敦賀特別地域気象観測所（松栄町、標高2m）の気候 |
| 月                                                                                         | 1月                                                                                        | 2月                                                                                        | 3月                                                                                        | 4月                                                                                        | 5月                                                                                        | 6月                                                                                        | 7月                                                                                        | 8月                                                                                        | 9月                                                                                        | 10月                                                                                       | 11月                                                                                       | 12月                                                                                       | 年                                                                                         |
| ------------------------------------------------------------------------------------------ | ------------------------------------------------------------------------------------------ | ------------------------------------------------------------------------------------------ | ------------------------------------------------------------------------------------------ | ------------------------------------------------------------------------------------------ | ------------------------------------------------------------------------------------------ | ------------------------------------------------------------------------------------------ | ------------------------------------------------------------------------------------------ | ------------------------------------------------------------------------------------------ | ------------------------------------------------------------------------------------------ | ------------------------------------------------------------------------------------------ | ------------------------------------------------------------------------------------------ | ------------------------------------------------------------------------------------------ | ------------------------------------------------------------------------------------------ |
| 最高気温記録 °C （°F）                                                                     | 18.9 (66)                                                                                  | 20.5 (68.9)                                                                                | 24.8 (76.6)                                                                                | 30.0 (86)                                                                                  | 33.2 (91.8)                                                                                | 36.8 (98.2)                                                                                | 37.6 (99.7)                                                                                | 37.6 (99.7)                                                                                | 36.7 (98.1)                                                                                | 31.0 (87.8)                                                                                | 26.1 (79)                                                                                  | 21.4 (70.5)                                                                                | 37.6 (99.7)                                                                                |
| 平均最高気温 °C （°F）                                                                     | 7.8 (46)                                                                                   | 8.5 (47.3)                                                                                 | 12.3 (54.1)                                                                                | 17.8 (64)                                                                                  | 22.5 (72.5)                                                                                | 25.8 (78.4)                                                                                | 30.0 (86)                                                                                  | 31.9 (89.4)                                                                                | 27.7 (81.9)                                                                                | 22.2 (72)                                                                                  | 16.5 (61.7)                                                                                | 10.7 (51.3)                                                                                | 19.5 (67.1)                                                                                |
| 日平均気温 °C （°F）                                                                       | 4.7 (40.5)                                                                                 | 5.1 (41.2)                                                                                 | 8.3 (46.9)                                                                                 | 13.4 (56.1)                                                                                | 18.2 (64.8)                                                                                | 22.1 (71.8)                                                                                | 26.3 (79.3)                                                                                | 27.7 (81.9)                                                                                | 23.7 (74.7)                                                                                | 18.1 (64.6)                                                                                | 12.7 (54.9)                                                                                | 7.4 (45.3)                                                                                 | 15.6 (60.1)                                                                                |
| 平均最低気温 °C （°F）                                                                     | 1.9 (35.4)                                                                                 | 1.8 (35.2)                                                                                 | 4.3 (39.7)                                                                                 | 9.1 (48.4)                                                                                 | 14.1 (57.4)                                                                                | 18.8 (65.8)                                                                                | 23.2 (73.8)                                                                                | 24.5 (76.1)                                                                                | 20.4 (68.7)                                                                                | 14.4 (57.9)                                                                                | 8.9 (48)                                                                                   | 4.2 (39.6)                                                                                 | 12.1 (53.8)                                                                                |
| 最低気温記録 °C （°F）                                                                     | −10.9 (12.4)                                                                               | −10.5 (13.1)                                                                               | −9.6 (14.7)                                                                                | −1.7 (28.9)                                                                                | 2.0 (35.6)                                                                                 | 7.9 (46.2)                                                                                 | 13.1 (55.6)                                                                                | 14.1 (57.4)                                                                                | 8.6 (47.5)                                                                                 | 2.7 (36.9)                                                                                 | −1.0 (30.2)                                                                                | −6.2 (20.8)                                                                                | −10.9 (12.4)                                                                               |
| 降水量 mm （inch）                                                                         | 269.5 (10.61)                                                                              | 164.7 (6.484)                                                                              | 144.6 (5.693)                                                                              | 120.4 (4.74)                                                                               | 141.4 (5.567)                                                                              | 144.1 (5.673)                                                                              | 204.0 (8.031)                                                                              | 146.9 (5.783)                                                                              | 204.9 (8.067)                                                                              | 152.6 (6.008)                                                                              | 176.0 (6.929)                                                                              | 316.7 (12.469)                                                                             | 2,199.5 (86.594)                                                                           |
| 降雪量 cm （inch）                                                                         | 54 (21.3)                                                                                  | 43 (16.9)                                                                                  | 7 (2.8)                                                                                    | 0 (0)                                                                                      | 0 (0)                                                                                      | 0 (0)                                                                                      | 0 (0)                                                                                      | 0 (0)                                                                                      | 0 (0)                                                                                      | 0 (0)                                                                                      | 0 (0)                                                                                      | 19 (7.5)                                                                                   | 126 (49.6)                                                                                 |
| 平均降水日数 （≥0.5 mm）                                                                   | 23.1                                                                                       | 19.1                                                                                       | 16.2                                                                                       | 13.3                                                                                       | 12.0                                                                                       | 12.3                                                                                       | 13.5                                                                                       | 10.5                                                                                       | 12.3                                                                                       | 13.1                                                                                       | 15.9                                                                                       | 22.3                                                                                       | 183.5                                                                                      |
| % 湿度                                                                                     | 73                                                                                         | 71                                                                                         | 67                                                                                         | 66                                                                                         | 68                                                                                         | 74                                                                                         | 75                                                                                         | 72                                                                                         | 74                                                                                         | 72                                                                                         | 71                                                                                         | 73                                                                                         | 71                                                                                         |
| 平均月間日照時間                                                                           | 62.6                                                                                       | 81.2                                                                                       | 131.7                                                                                      | 166.3                                                                                      | 184.4                                                                                      | 139.8                                                                                      | 153.1                                                                                      | 202.2                                                                                      | 147.6                                                                                      | 145.1                                                                                      | 111.5                                                                                      | 72.6                                                                                       | 1,598.1                                                                                    |
| 出典：国土交通省気象庁（平均値：1991年-2020年、極値：1897年-現在）                         |                                                                                            |                                                                                            |                                                                                            |                                                                                            |                                                                                            |                                                                                            |                                                                                            |                                                                                            |                                                                                            |                                                                                            |                                                                                            |                                                                                            |                                                                                            |

### 地域

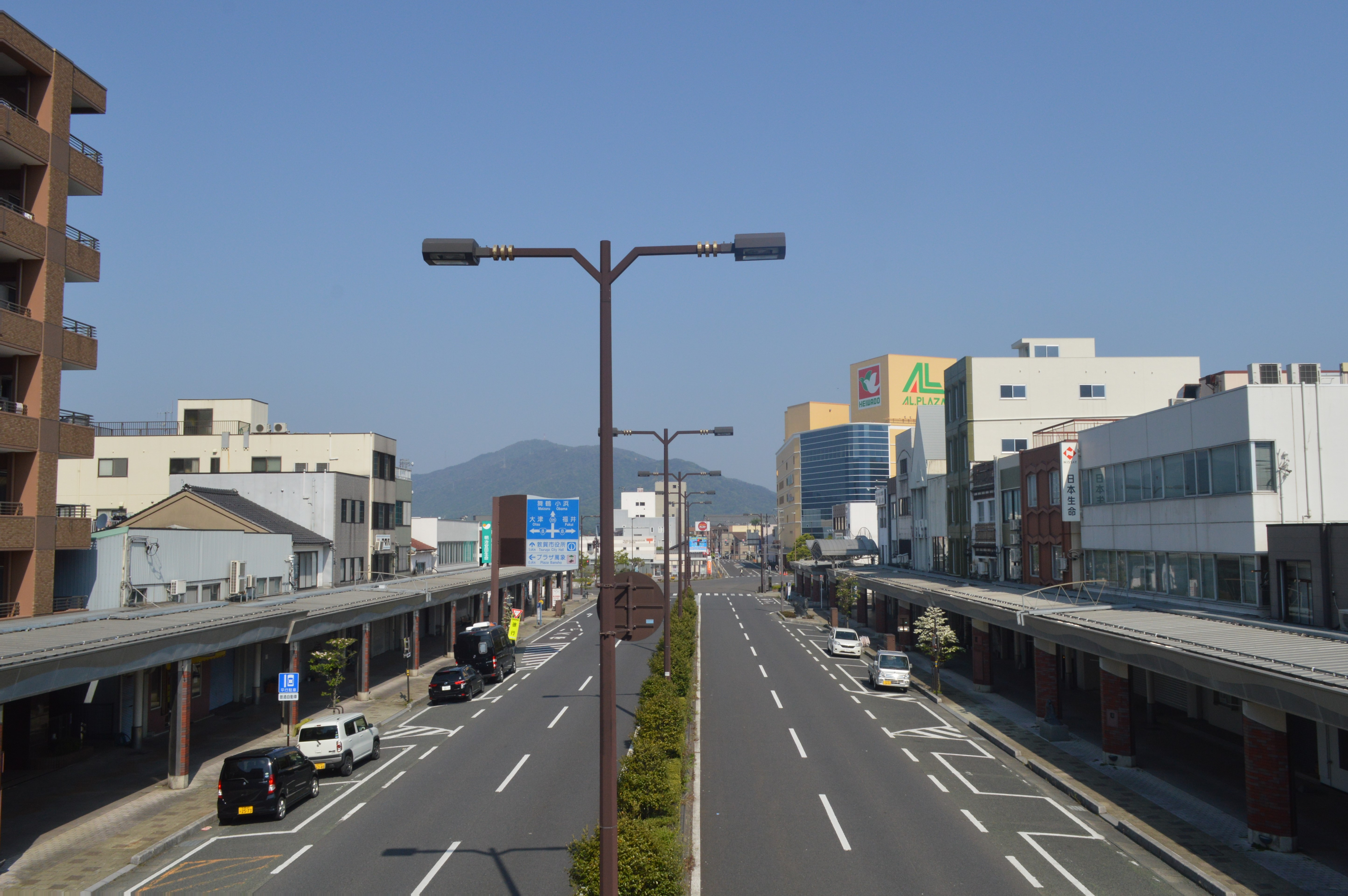
敦賀駅前通り

#### 市街地
市街地（アーケード商店街を中心とした笙の川以東）と、新市街地（通称新木崎通り若葉交差点から昭和町交差点までの通りを中心とした笙の川以西）の二つに分けられる。敦賀空襲の後、区画整理されたため市街地でも戦前の面影がある町並みは一部にとどまる。
港町として栄えてきた市街地には各所に史跡・旧跡が立地し、農地はほとんどなく、大部分が住宅地か商業地である。敦賀駅から神楽町一丁目付近にかけての歩・車道に分かれたアーケード街は全長2km以上という、都市規模から考えると大規模なものである。このアーケードは、道路を挟む形で設置されており、商店等は片側にしか所在しない。向かい側へは、アーケードのない車道を横断する必要がある。敦賀駅からアル・プラザ付近にかけてはまだしも、全体として活気に乏しく、半ばシャッター通りと化しているが、更にその加速化を危惧する声もある。
国道8号に指定されているアーケード街の一部は、かつて北陸地方への幹線としてトラック等が行き交ったことから夜間にラーメンの屋台が出店するようになり、現在でも、市内外から屋台の「敦賀ラーメン」を目当てに客が訪れる。毎年9月初めの敦賀まつり期間中は、アーケード街に数多くの露天商が出店し大変混雑する。
敦賀都市計画マスタープランによると、北陸新幹線敦賀駅駅舎整備事業と平行して東口を新設、東口より国道8号敦賀バイパスに接続（福井県道271号敦賀駅東線、2024年3月完成）、その周囲に「中高年齢層の利用も考慮した」商業施設や住宅施設を整備する計画となっている。国道8号現道（敦賀バイパス）の全通により、中心部の混雑緩和には貢献しているものの、観光客や運送業者等が素通りする空洞化の加速が危惧されている。そこで、バイパス全通による交通量の減少を見越して、国道8号旧道の車道幅縮小（4車線→2車線）・歩道拡幅等の整備が行われた。
新市街地は、ほとんどが水田、畑であったが、2本の通りを中心として、商業地や住宅地（分譲マンション・賃貸アパート・戸建住宅）が広がっており、市の人口が横ばいのなか、微増傾向にある。特に片道2車線の福井県道142号松島若葉線（通称新木崎通り）周囲には、広い敷地を生かしたロードサイドショップが多く立地するようになった。高等学校や大学が近くに立地しているため、若者が集まりやすい。敦賀市本庁舎や敦賀警察署も、もとは旧市街地に立地していたが、この付近に移転した。新木崎通りの南端に「日本海さかな街」ができてからは、休日になると観光客が訪れるようになった。ただ、新市街地は駅から遠く、二次交通が未熟であることが難点である。
新市街地を中心に工業も盛んで、工場や企業の立地する町名には企業に結びつく町名が付けられている特徴がある。例えば東洋町（東洋紡）、呉羽町（呉羽紡績→東洋紡）、永大町（永大産業）などである。鉄輪町についても敦賀駅があることから命名された町名である。

### 人口
| |                                        |  |
| 敦賀市と全国の年齢別人口分布（2005年） | 敦賀市の年齢・男女別人口分布（2005年） |  |
| ■紫色 ― 敦賀市 ■緑色 ― 日本全国 | ■青色 ― 男性 ■赤色 ― 女性              |  |
| 敦賀市（に相当する地域）の人口の推移 \| 1970年（昭和45年） \| 56,445人 \| \| \| 1975年（昭和50年） \| 60,205人 \| \| \| 1980年（昭和55年） \| 61,844人 \| \| \| 1985年（昭和60年） \| 65,670人 \| \| \| 1990年（平成2年） \| 68,041人 \| \| \| 1995年（平成7年） \| 67,204人 \| \| \| 2000年（平成12年） \| 68,145人 \| \| \| 2005年（平成17年） \| 68,402人 \| \| \| 2010年（平成22年） \| 67,760人 \| \| \| 2015年（平成27年） \| 66,165人 \| \| \| 2020年（令和2年） \| 64,264人 \| \| |                                        |  |
| 総務省統計局 国勢調査より |                                        |  |
| 1970年（昭和45年） | 56,445人                               |  |
| 1975年（昭和50年） | 60,205人                               |  |
| 1980年（昭和55年） | 61,844人                               |  |
| 1985年（昭和60年） | 65,670人                               |  |
| 1990年（平成2年） | 68,041人                               |  |
| 1995年（平成7年） | 67,204人                               |  |
| 2000年（平成12年） | 68,145人                               |  |
| 2005年（平成17年） | 68,402人                               |  |
| 2010年（平成22年） | 67,760人                               |  |
| 2015年（平成27年） | 66,165人                               |  |
| 2020年（令和2年） | 64,264人                               |  |

### 隣接自治体
福井県
- 南条郡：南越前町
- 三方郡：美浜町

滋賀県
- 長浜市
- 高島市

## 歴史
- 成務朝に角鹿国造を任命。
- 氣比神宮創建

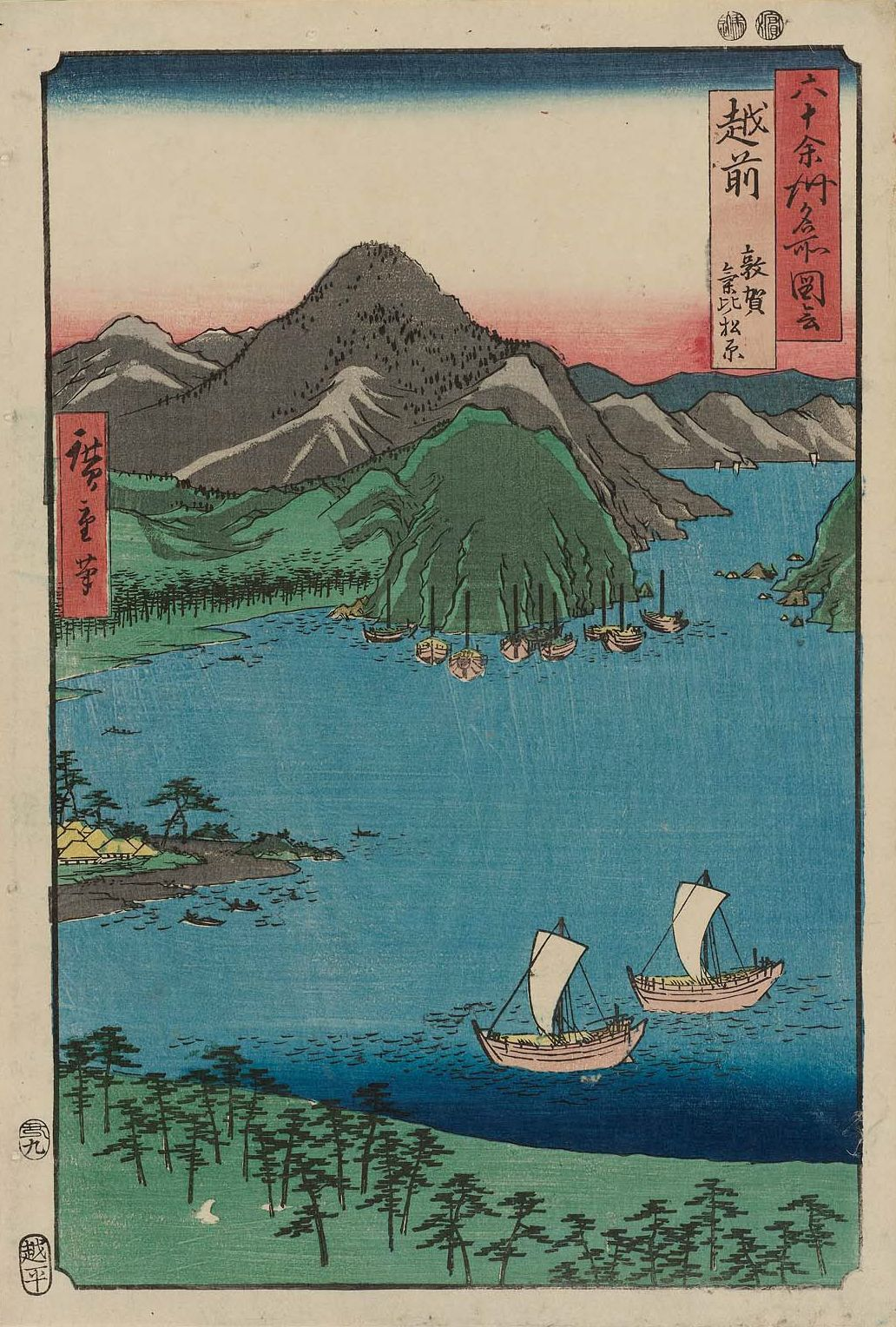
「六十余州名所図会」越前敦賀 気比ノ松原

- 「古事記」「日本書紀」に「角鹿」[12]が記される。
- 大宝律令（701年完成）において「敦賀」に改称される。
- 北陸道の松原駅家が置かれていた[13]。
- 804年 渤海使が訪れ、交易が行われた。松原客館が置かれる（10世紀初期まで）。
- 10世紀から13世紀にかけて港湾都市として栄えて日宋貿易の拠点となった。
- 1336年 新田義貞が恒良親王と尊良親王を奉じて金ヶ崎城に入城、しかし、足利方の越前国守護である斯波高経らの軍勢に包囲され落城した[14]。
- 朝倉氏が越前国を掌握した後は、朝倉氏一族の敦賀郡司が置かれる。
- 朝倉氏の勢力が若狭国にも及ぶ。
- 1575年 越前国平定のため柴田勝家を総大将とした織田信長軍が敦賀に入る（総勢10万5,000ともいわれる）。
- 1589年 大谷吉継が越前国敦賀城主となり、5万7,000石（敦賀郡、今立郡、丹生郡）を領有した。

日本海側から大坂へ至る北前船の寄港地として、江戸時代を通して栄えた。
- 1600年 結城秀康が越前国を領し、京極高次が若狭国を領する。
- 1623年 結城家が越後国へ国替えとなる。
- 1624年 京極忠高が若狭国に加え越前国敦賀郡を与えられ、小浜藩の知行地が確定する。
- 1634年 京極家が国替えとなり、酒井忠勝が小浜藩主（若狭国および越前国敦賀郡）となった。
- 1639年 加賀藩が、西廻り航路による大坂への輸送に成功する（北前船の発祥のひとつ）。
- 1642年 大凶作が敦賀を襲う。敦賀大火発生。
- 1672年 江戸幕府が河村瑞賢に対し、出羽国から大坂への航路開拓を命ずる（北前船の発祥のひとつ）。
- 1682年 若狭国小浜藩第2代藩主酒井忠直の次男酒井忠稠が、父の死去により同藩領のうちから越前国敦賀郡および近江国高島郡の内で1万石を分与されて敦賀藩を設置。しかし、敦賀郡の大部分は小浜藩が領していた。
- 1864年 京を目指していた水戸藩尊攘過激派が、敦賀郡新保で藩主直系徳川慶喜率いる討伐隊が来ると聞き投降。翌1865年、敦賀にて武田耕雲斎ら352人が粛清された（天狗党の乱）[15]。
- 1866年8月7日 鳩原において水害が発生。小浜藩、関口恭孝以下17人が犠牲となる。

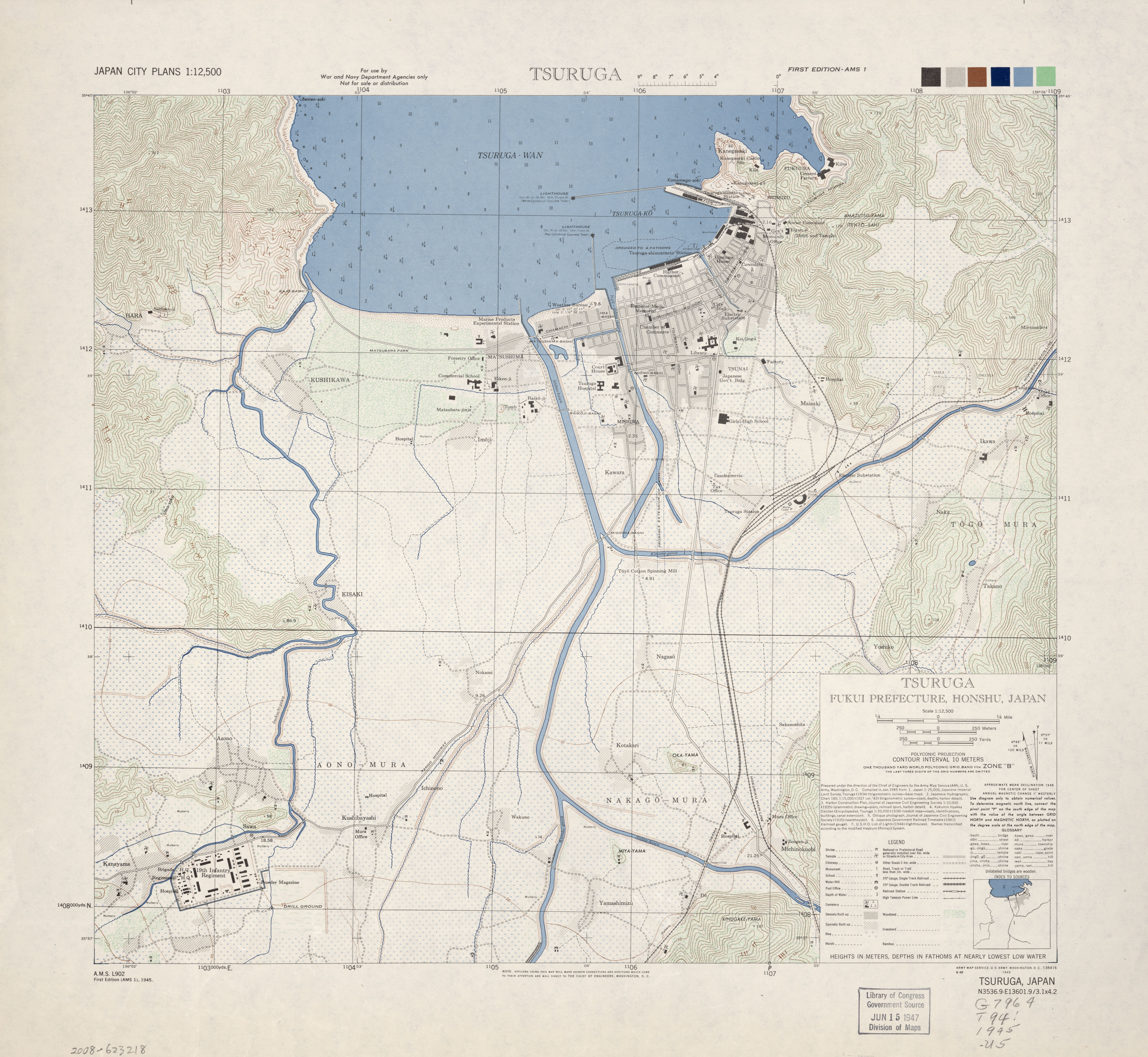
1945年頃の敦賀市地図

- 1869年8月1日（旧暦6月24日） - 版籍奉還後、敦賀藩主酒井忠経が知藩事（敦賀藩知事）に任命される。
- 1870年
  - 4月21日（旧暦3月23日） - 敦賀藩が鞠山藩に名称を変更される。
  - 10月12日（旧暦9月17日） - 鞠山藩が廃止されて、小浜藩に編入される。
- 1871年8月29日（旧暦7月14日） - 廃藩置県により小浜藩が廃止され、敦賀は小浜県の所属となる。
- 1871年12月31日（旧暦11月20日） - 府県の再編により敦賀県が設置され、県庁所在地となる。
- 1876年8月21日 - 敦賀県が分割され、滋賀県に編入される[1][16]。
- 1881年
  - 2月7日 - 滋賀県から分立されて福井県に編入される。
  - 2月13日 - 滋賀県への復県運動が起こる[1][3]。
- 1882年3月10日 - 工部省鉄道局が東海道本線の一部として長浜 - 金ヶ崎（のちに敦賀港と改称され廃止）開業[17]。途中、柳ヶ瀬 - 洞道西口は徒歩連絡。
- 1884年4月16日 - 上記の徒歩連絡区間が開通。
- 1892年 - 大和田荘七が大和田銀行を設立（建物は現在敦賀市みなとつるが山車会館別館にあたる）。
- 1896年
  - 7月 - 逓信省鉄道局北陸線敦賀 - 森田開業[18]。
  - 10月 - 敦賀港が対外貿易港に指定[19]。
- 1899年 - 敦賀港が国際港として開港する[要出典]。
- 1905年 - 石油貯蔵庫として敦賀赤レンガ倉庫が建てられる。
- 1907年 - 初めて電灯が灯る。
- 1909年 - 市内電話が開設される。
- 1910年 - 敦賀駅が現在地に移転。
- 1912年 - ウラジオストク（ロシア）航路に接続する欧亜国際連絡列車が新橋（1914年からは東京） - 金ヶ崎（後に敦賀港に改称）で運行される。
- 1917年 - 小浜線敦賀 - 十村間開業。
- 1918年 - ロシアの作曲家セルゲイ・プロコフィエフがアメリカ合衆国への亡命途上、敦賀にて日本上陸。
- 1920年 - 1921年- 日本赤十字社が祖国を失いシベリアに取り残されたポーランド孤児を救出。敦賀にて日本上陸。
- 1927年 - 大和田銀行新本店竣工[20]。
- 1930年7月9日 - 集中豪雨により市内が冠水。元津内通りが濁流と化した[21]。
- 1933年
  - 大和田荘七が町庁舎を寄贈。
  - 10月30日 - 県内で行われた陸軍特別大演習終了後、県内を巡幸した昭和天皇が気比神宮、町役場に行幸[22]。
- 1937年
  - 市制施行記念事業として、大阪毎日新聞福井支局の後援により初代『敦賀市歌』（作詞：志和実枝、作曲：庭本俊雄）を制定。
  - 4月1日 - 敦賀郡敦賀町及び松原村が合併して、敦賀市が発足する。
- 1940年 - 駐リトアニア共和国大日本帝国領事館勤務の外交官・杉原千畝によりナチスからの迫害を逃れてきたユダヤ人が、敦賀港へ上陸（命のビザ）[23]。
- 1945年 - 敦賀空襲により被災。
- 1947年 - 市内路線バス営業開始。
  - 10月24日 - 昭和天皇が行幸（昭和天皇の戦後巡幸の一環）。市役所、国立福井療養所、敦賀機関区などを訪問[24]。
- 1952年 - 市制15周年を記念し、2代目『敦賀市歌』（作詞：花田龍彦、作曲：下総皖一）を制定。
- 1955年1月15日 - 敦賀郡愛発村、粟野村、東郷村、中郷村及び東浦村を編入する。これによりかつての敦賀郡全域が敦賀市となったため、敦賀郡が消滅。
- 1957年 - 国鉄北陸本線敦賀 - 米原間、現在の経路で交流電化開業。
- 1962年
  - 国鉄北陸本線北陸トンネル完成。
  - 4月 - 福井県立敦賀工業高等学校開校。
- 1963年1月 - 三八（サンパチ）豪雪、154cmの積雪を記録。
- 1968年安政の大獄や桜田門外の変以来の歴史的なわだかまりがあった水戸市と彦根市が、天狗党の乱に関わる本市の仲立ちにより、親善都市の盟約を結ぶ[25]。
- 1970年
  - 3月 - 日本原子力発電敦賀発電所1号機（沸騰水型軽水炉）運転開始。関西電力へ売電され、同社の送電網を通じて大阪府吹田市で開催中の日本万国博覧会会場へ同社美浜発電所1号機（加圧水型軽水炉）と共に送電。
  - 8月 - 新日本海フェリーの舞鶴港 - 敦賀港 - 小樽港航路就航。
- 1972年 - 国鉄北陸トンネル火災事故発生。
- 1974年
  - 敦賀市本庁舎移転完成。
  - 4月1日 - 学校法人湖海学園昭英高等学校開校。
  - 8月 - 新日本海フェリー、敦賀 - 新潟 - 小樽航路就航。
- 1977年 - 日本道路公団北陸自動車道の武生 - 敦賀間開通。
- 1980年 - 日本道路公団北陸自動車道の敦賀 - 米原間開通。名神高速道路に接続。
- 1981年
  - 1月 - 五六豪雪で196cmの積雪を記録。
  - 大韓民国東海市と姉妹都市盟約締結[26]。
  - 国道27号金山バイパス、敦賀市岡山 - 野神間開通。
- 1985年
  - 白木トンネル開通。
  - 氣比神宮で昭和の大造営。
- 1986年
  - 「えびす大黒綱引き」が「敦賀西町の綱引き」の名称で国の重要無形民俗文化財に指定。
  - 学校法人敦賀学園敦賀女子短期大学開学（後に、敦賀短期大学となったのち、2013年3月末閉学）。
  - 学校法人嶺南学園敦賀気比高等学校開校。
  - 敦賀セメント・北陸電力共同岸壁が完成。
  - 福井厚生年金健康福祉センター「サンピア敦賀」（現 ニューサンピア敦賀）（呉羽町）が開所。
- 1987年
  - 1月 - ズ・ダン号事件が起こる。
  - 2月 - 日本原子力発電敦賀発電所2号機（加圧水型軽水炉）運転開始。
- 1988年
  - 国道8号敦賀バイパス余座 - 坂ノ下間開通。
  - 4月7日 - 学校法人嶺南学園敦賀気比高等学校付属中学校開校。
  - 中郷古墳群が国の史跡に指定。
  - 敦賀港鞠山北A岸壁供用開始。
- 1989年 - 嶺南ケーブルネットワークがケーブルテレビ放送開始。
- 1990年
  - 大韓民国釜山港との間に定期コンテナ船就航。
  - 敦賀港鞠山北C岸壁供用開始。
  - 敦賀市プラザ萬象（ばんしょう）（東洋町）が開館。
- 1991年
  - 敦賀港鞠山北B岸壁供用開始。
  - 敦賀市立図書館（東洋町）が移転開館。
  - 北陸電力敦賀火力発電所営業運転開始。
- 1992年 - 敦賀市清掃センター（櫛川）が完成。
- 1993年 - 国道27号金山バイパス野神 - 木崎開通。
- 1994年
  - 日本海さかな街（若葉町一丁目）が開業。
  - 4月 - 敦賀市立看護専門学校開校。
  - 旧動力炉・核燃料開発事業団の高速増殖炉「もんじゅ」初臨界（1995年初送電）。
- 1996年
  - 3月 - 国道8号敦賀バイパス田結 - 余座開通。これと同時に敦賀新港（鞠山埠頭）に接続。
  - 大韓民国東海市との姉妹都市提携15周年を記念して、敦賀港と大韓民国を往復する「敦賀市民の船」を運航。
- 1997年5月 - 敦賀市みなとつるが山車（やま）会館開館。
- 1999年
  - 7月 - 敦賀港開港100周年記念事業「つるが・きらめき・みなと博21」開催。
  - 7月 - 新日本海フェリー、敦賀港 - 新潟港 - 秋田港 - 苫小牧港航路就航。
- 2001年
  - 5月 - 姉妹都市提携20周年を記念して敦賀港と大韓民国を往復する「敦賀市民の船」を運航[27]。
  - 中華人民共和国台州市と姉妹都市盟約締結[28]。
- 2003年
  - JR西日本小浜線直流電化開業。
  - 国道476号木ノ芽峠トンネルが完成。
- 2004年
  - 3月 - 金ヶ崎緑地が臨港トンネル（金ヶ崎トンネル）とともに供用開始。
  - 3月 - 国道27号金山バイパス全通。
- 2005年 - 「男女共同参画宣言都市」となる[29]。
- 2006年
  - 9月24日 - JR西日本北陸本線長浜駅 - 敦賀駅間、及び湖西線永原駅 - 近江塩津駅間を交流電化から直流電化へ切替[30]。
  - 10月21日 - 敦賀駅までの直流電化に伴い、新快速電車を中心に直流電車が乗り入れ開始[31]。
- 2008年11月15日 - 国道8号敦賀バイパス坂ノ下 - 小河口開通。これにより敦賀バイパス全通[32]。
- 2013年3月31日 - 学校法人敦賀学園敦賀短期大学閉学。
- 2014年
  - 4月1日 - 公立大学法人敦賀市立看護大学開学。
  - 4月5日 - JR西日本敦賀駅交流施設オルパークがオープン。
  - 7月20日 - 舞鶴若狭自動車道小浜 - 敦賀JCT開通。これにより舞鶴若狭道は全通。
- 2021年 - 市役所庁舎及び隣接する敦賀美方消防組合庁舎の敷地内建替が完成。組合消防本部並びに敦賀消防署は同年12月1日、市役所は2022年1月4日より新庁舎にて執務開始。
- 2024年3月16日 - 北陸新幹線金沢駅 - 敦賀駅間が延伸開業。これに伴い、敦賀駅はハピラインふくいとの共同使用駅となった。

## 政治

### 行政

#### 市長
- 市長：米澤光治（2023年4月30日就任、1期目）

歴代市長
| 歴代 | 氏名              | 在任期間                |
| ---- | ----------------- | ----------------------- |
| 1    | 森本一雄          | 1937年4月 - 1938年11月  |
| 2    | 若林義孝          | 1938年12月 - 1940年12月 |
| 3    | 末原貫一郎        | 1941年4月 - 1945年4月   |
| 4    | 田保仁左衛門      | 1945年4月 - 1946年9月   |
| 5    | 川原与作（2期）   | 1947年4月 - 1955年4月   |
| 6    | 畑守三四治（3期） | 1955年4月 - 1967年4月   |
| 7    | 矢部知恵夫（3期） | 1967年4月 - 1979年4月   |
| 8    | 高木孝一（4期）   | 1979年4月 - 1995年4月   |
| 9    | 河瀬一治（5期）   | 1995年4月 - 2015年4月   |
| 10   | 渕上隆信 （2期）  | 2015年4月 - 2023年4月   |
| 11   | 米澤光治 （1期）  | 2023年4月 - 現職        |

#### 役所
高浜町や大飯町（現・おおい町）と共に、地方交付税（普通交付税）の不交付団体であったが、税収の落ち込みなどのため2010年度より22年ぶりに地方交付税の交付を受ける見通しとなった。
- 本庁（中央町二丁目1番1号）

### 議会

#### 市議会
敦賀市議会
- 敦賀市議会議員：22人[35]

## 官公庁

### 国家機関
うち多くの機関が、敦賀地方合同庁舎、敦賀駅前合同庁舎、敦賀港湾合同庁舎の3庁舎に入居している。
法務省
- 福井地方法務局敦賀支局
- 福井地方検察庁敦賀支部
- 敦賀区検察庁・小浜区検察庁

財務省
- 大阪税関敦賀税関支署
- 国税庁金沢国税局敦賀税務署

文部科学省
- 敦賀原子力事務所

厚生労働省
- 大阪検疫所敦賀出張所
- 福井労働局敦賀労働基準監督署、敦賀公共職業安定所

農林水産省
- 林野庁近畿中国森林管理局福井森林管理署松原森林事務所

経済産業省
- 資源エネルギー庁若狭地域担当官事務所

環境省
- 原子力規制委員会原子力規制庁福井地域原子力規制総括調整官事務所
- 原子力規制委員会原子力規制庁敦賀原子力規制事務所

国土交通省
- 近畿地方整備局福井河川国道事務所敦賀国道維持出張所
- 北陸地方整備局敦賀港湾事務所
- 中部運輸局福井運輸支局敦賀庁舎
- 気象庁福井地方気象台敦賀特別地域気象観測所
- 海上保安庁第八管区海上保安本部敦賀海上保安部

防衛省
- 自衛隊福井地方協力本部敦賀地域事務所

裁判所
- 福井地方裁判所敦賀支部
- 福井家庭裁判所敦賀支部
- 敦賀簡易裁判所

### 福井県

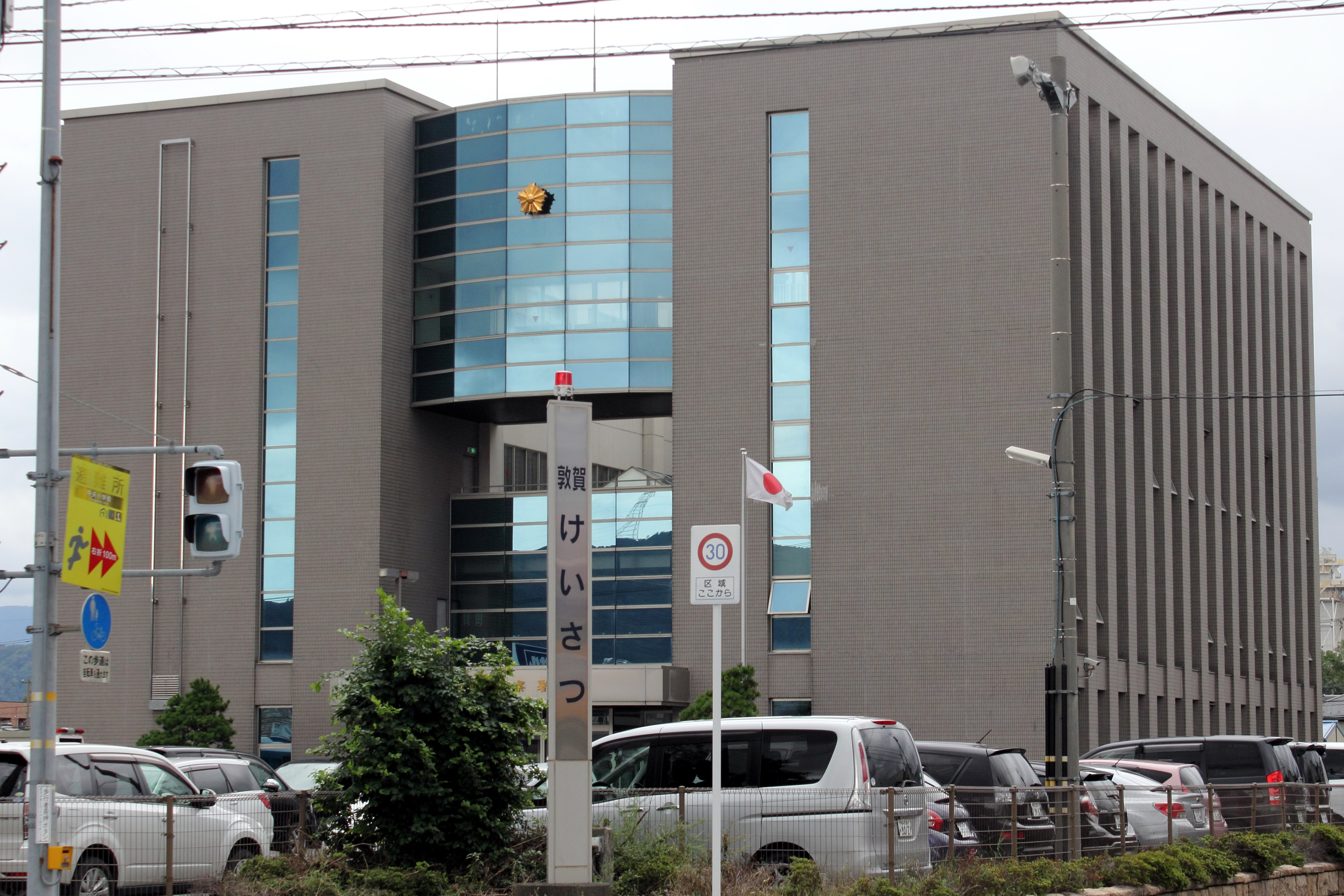
敦賀警察署

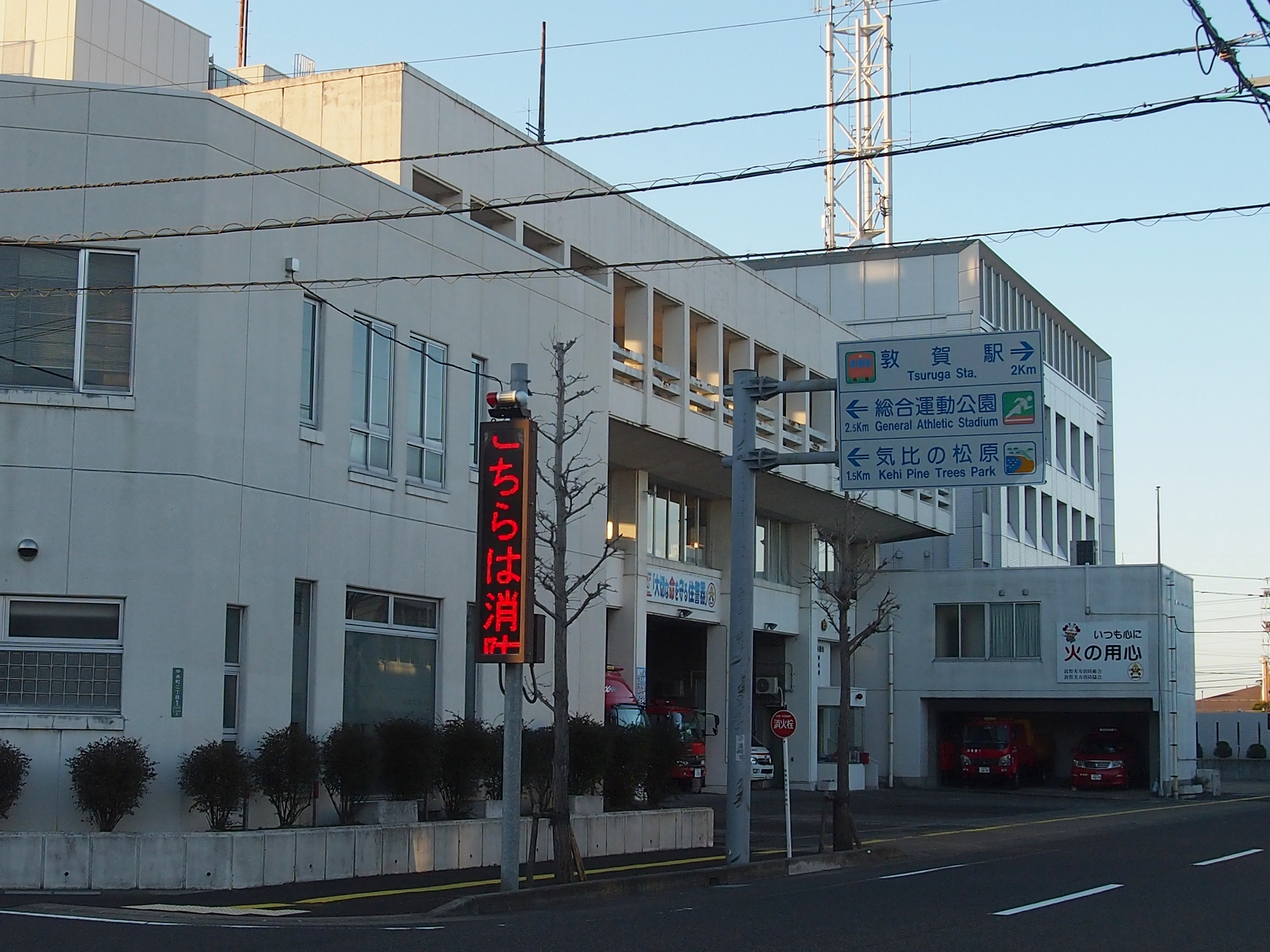
敦賀美方消防組合

| - 総合政策部 - 嶺南振興局 - 二州県民サービス室 - 二州県税相談室 - 二州農林部 - 健康福祉部 - 嶺南振興局 - 二州健康福祉センター - 敦賀児童相談所 - 土木部 - 嶺南振興局 - 敦賀土木事務所 - 敦賀港湾事務所 - 安全環境部 - 原子力環境監視センター | - 農林水産部 - 水産試験場 - 公安委員会 - 警察 - 敦賀警察署 - 駅前交番 - 神宮前交番 - 松島交番 - 粟野交番 - 中郷交番 - 東浦駐在所 - 西浦駐在所 - 愛発駐在所 |

### 消防
- 敦賀美方消防組合
  - 敦賀消防署
    - 気比分署
    - 敦賀消防団

### 医療
主な病院
- 国立病院機構敦賀医療センター
- 市立敦賀病院

### 郵便
日本郵便
- 敦賀郵便局

## 対外関係

### 姉妹都市・提携都市

#### 国外
- 東海市（大韓民国 江原特別自治道）
  - 1981年4月13日 - 姉妹都市提携（提携時の市長：高木孝一　議長：森野良治）
- ナホトカ市（ロシア連邦 沿海地方）
  - 1982年10月11日 - 姉妹都市提携（提携時の市長：高木孝一　議長：有馬義一）
- 台州市（中華人民共和国 浙江省）
  - 2001年11月13日 - 姉妹都市提携（提携時の市長：河瀬一治　議長：辻秀雄）

#### 国内
姉妹都市
- 水戸市（関東地方 茨城県）
  - 1965年4月30日 - 姉妹都市提携[25]

提携都市
- 各務原市（中部地方 岐阜県）
  - 1989年10月2日 - 友好都市提携
- 生駒市（近畿地方 奈良県）
  - 2021年11月2日 - 友好都市提携

## 経済
産業人口（2005年国勢調査）
- 第一次産業：    869人
- 第二次産業：  9,816人
- 第三次産業： 23,379人

### 第一次産業

#### 農業
農業組合
- 福井県農業協同組合

#### 漁業
漁業組合
- 福井県漁業協同組合連合会
- 敦賀市漁業協同組合
- 敦賀市海水養魚協会
- 福井県内水面漁業協同組合連合会
- 敦賀河川漁業協同組合

主な漁港
- 浦底漁港
- 立石漁港
- 白木漁港

### 第二次産業

#### 工業
- 東洋紡
- JX金属敦賀リサイクル（JXTGグループ）

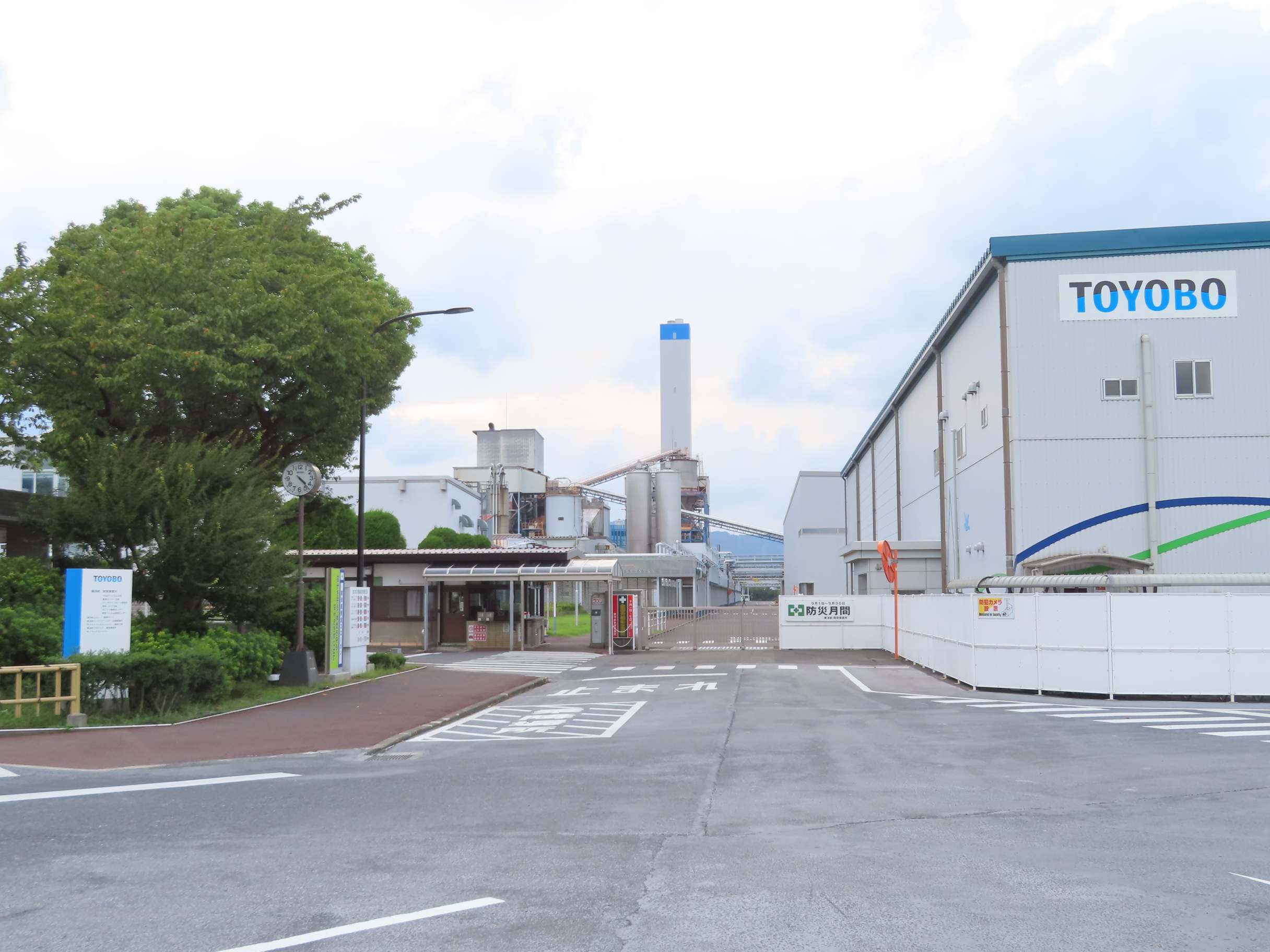
東洋紡敦賀事業所・敦賀工場

- 栗田工業 - JX金属敦賀リサイクルの敷地内にあるが、資本関係等は存在しない。
- 敦賀セメント（太平洋セメントグループ）
- 永大産業
- 日本ピーエス
- ジャクエツ

#### 建設業
- 塩浜工業（観音町）

### 第三次産業

#### 商業
主な商店街
- 敦賀駅前商店街

主な商業施設
- アル・プラザ敦賀店
- MEGAドン・キホーテUNY敦賀店
- アクロスプラザ敦賀

#### 物流
- 敦賀海陸運輸

## 情報・通信

### マスメディア

#### 新聞社
- 朝日新聞社大阪本社福井総局敦賀支局
- 産業経済新聞社大阪本社福井支局敦賀通信部
- 毎日新聞社大阪本社敦賀駐在
- 読売新聞大阪本社敦賀支局
- 中日新聞社敦賀支局（別ブランドの日刊県民福井の支局も兼ねる）
- 福井新聞社敦賀支社

#### 放送局
- NHK福井放送局嶺南支局（かつて、第1放送は大阪中央放送局管轄の敦賀放送局が置かれており、呼出符号はJOBK7であった。）
- FBC敦賀支社
- 福井テレビ敦賀支社
- HARBOR STATION（コミュニティ放送）
- 嶺南ケーブルネットワーク（ケーブルテレビ/ラジオ及びインターネットサービスプロバイダ）

#### 中継局
- 敦賀テレビ・FMラジオ中継局・送信所
- 敦賀AMラジオ中継局

## 生活基盤

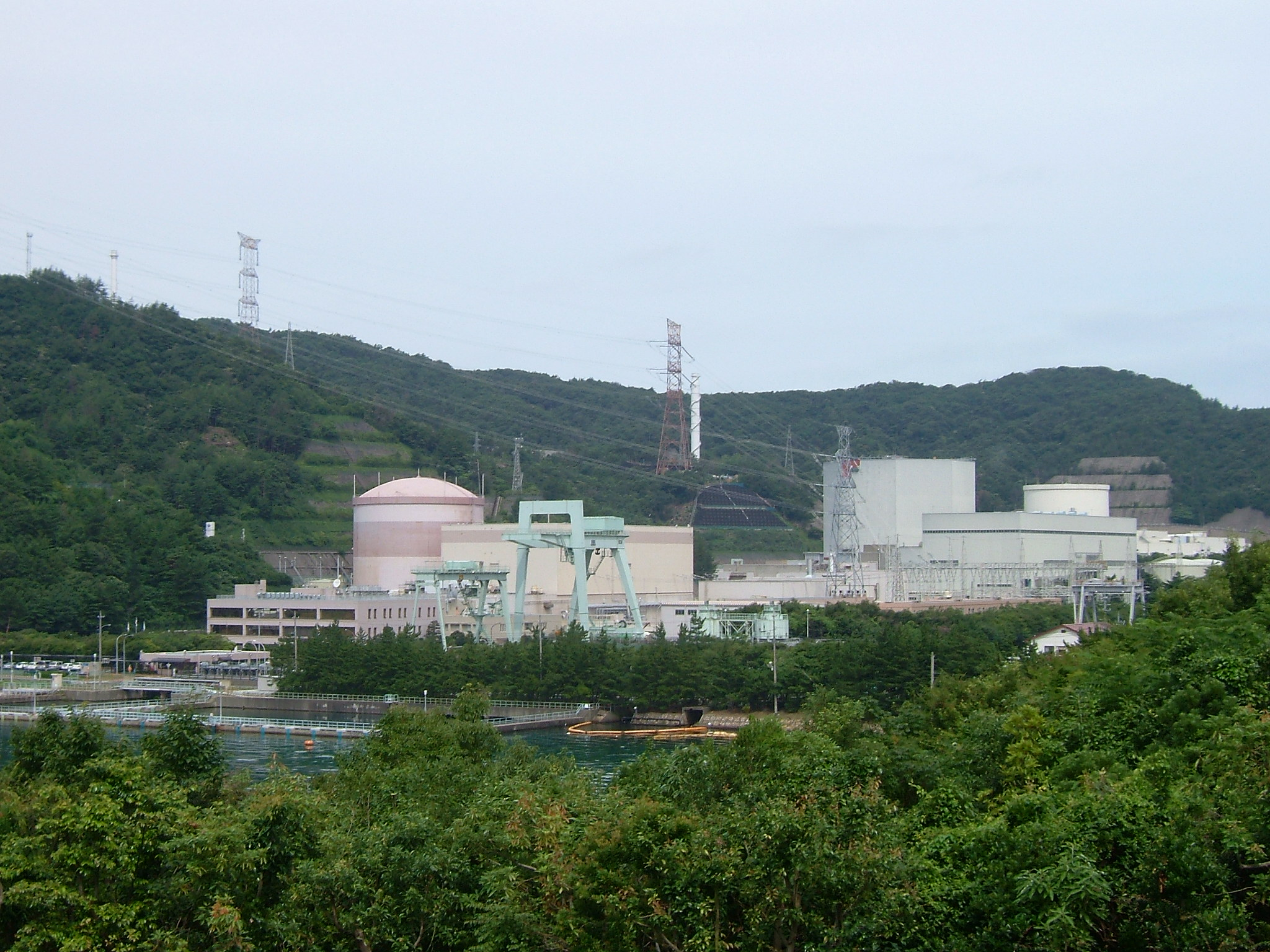
日本原子力発電敦賀発電所

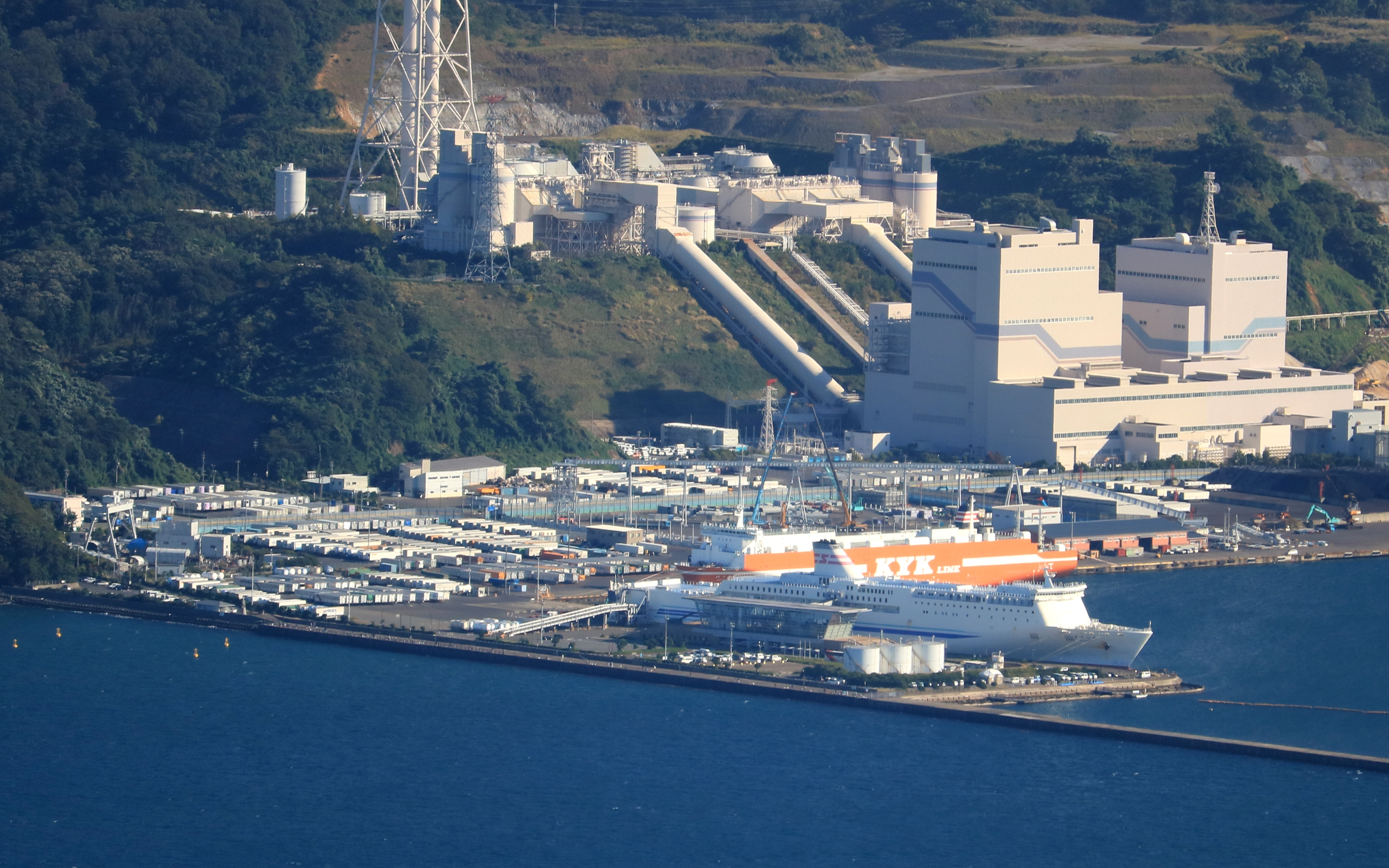
敦賀港フェリーターミナルと右奥の北陸電力敦賀火力発電所

### ライフライン

#### 電力
発電所
- 日本原子力発電
  - 敦賀発電所
- 日本原子力研究開発機構
  - 敦賀本部
    - 原子炉廃止措置研究開発センター（旧新型転換炉ふげん発電所）
    - 高速増殖炉研究開発センターもんじゅ開発部
- 敦賀グリーンパワー
- 北陸電力
  - 敦賀火力発電所
  - 疋田発電所 - 1923年9月、敦賀電燈が運開。1927年5月、敦賀電燈が京都電燈と合併。京都電燈へ所有者変更。1942年4月、配電統制令により北陸配電へ所有者変更。1951年5月、電気事業再編成令により北陸電力へ所有者変更。
- 福井県民生活協同組合
  - 黒河川水力発電所

#### 都市ガス
- 敦賀ガス

### 通信
- 西日本電信電話

市外局番
敦賀市の市外局番は、料金単位区域（敦賀MA）と同一の範囲を持つ0770（市内局番は20 - 49）で統一されており、以下の区域への通話は市外局番不要かつ市内通話料金が適用される。なお、小浜MAも同じ市外局番（市内局番は50 - 79）であるが、MAが異なるため、市外局番が必要。
- 0770（市内局番20 - 49） エリア
  - 敦賀市、三方郡美浜町、三方上中郡若狭町東部（旧三方町エリア）

なお、西日本電信電話による級局区分は、2級局である。

## 教育

### 大学
- 国立大学法人福井大学 敦賀キャンパス（附属国際原子力工学研究所）（鉄輪町一丁目）
- 公立大学法人敦賀市立看護大学（木崎）2014年旧敦賀短期大学跡地に開学

### 高等学校
- 福井県立敦賀高等学校（松葉町）
- 福井県立敦賀工業高等学校（山泉）
- 学校法人嶺南学園
  - 敦賀気比高等学校（沓見）
- 学校法人湖海学園
  - 敦賀国際令和高等学校（長谷）

### 中学校
括弧内は所在地と2018年度の生徒数
- 敦賀市立粟野中学校（金山：652人）
- 敦賀市立気比中学校（清水町一丁目：406人）
- 敦賀市立松陵中学校（松葉町：531人）
- 敦賀市立角鹿中学校（角鹿町：148人）
- 敦賀市立東浦中学校（杉津：13人）
- 学校法人嶺南学園
  - 敦賀気比高等学校付属中学校（沓見）

### 小学校
括弧内は所在地と2018年度の児童数。
| - 敦賀市立赤崎小学校（赤崎：11人） - 敦賀市立粟野小学校（莇生野：568人） - 敦賀市立粟野南小学校（公文名：529人） - 敦賀市立咸新小学校（井川：98人） - 敦賀市立沓見小学校（沓見：100人） - 敦賀市立黒河小学校（御名：165人） - 敦賀市立中央小学校（野神：541人） | - 敦賀市立敦賀北小学校（曙町：191人） - 敦賀市立敦賀西小学校（結城町：257人） - 敦賀市立敦賀南小学校（清水町一丁目：328人） - 敦賀市立中郷小学校（岡山町一丁目：420人） - 敦賀市立東浦小学校（杉津：20人） - 敦賀市立松原小学校（松島町：424人） |

### 幼稚園
- 敦賀市立敦賀北幼稚園（曙町）
- 敦賀市立松陵幼稚園（平和町）
- 学校法人早翠学園
  - 早翠幼稚園（本町一丁目）
  - 第二早翠幼稚園（市野々）
- 学校法人栄光学園
  - 敦賀教会幼稚園（本町二丁目）

## 交通

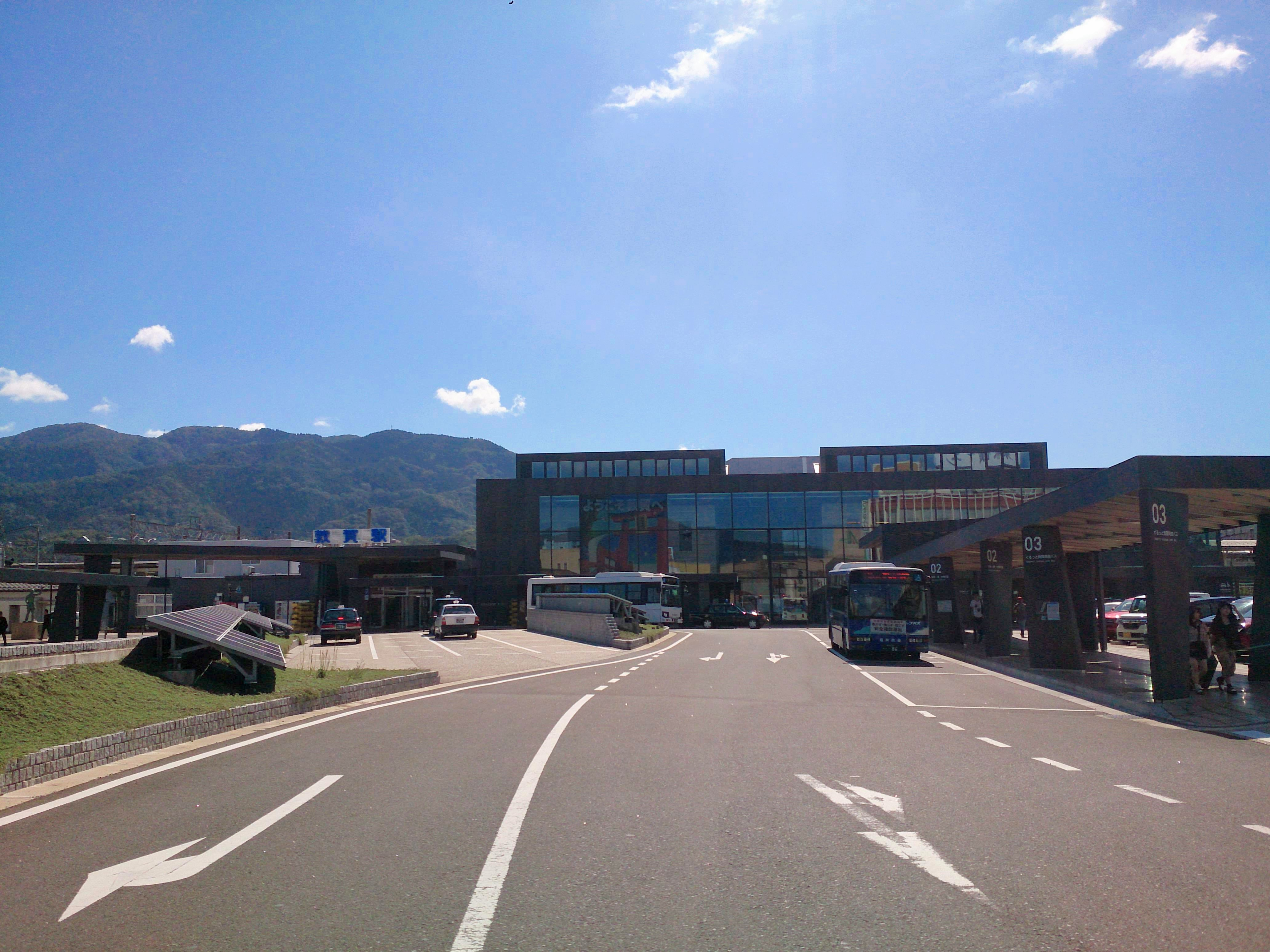
敦賀駅

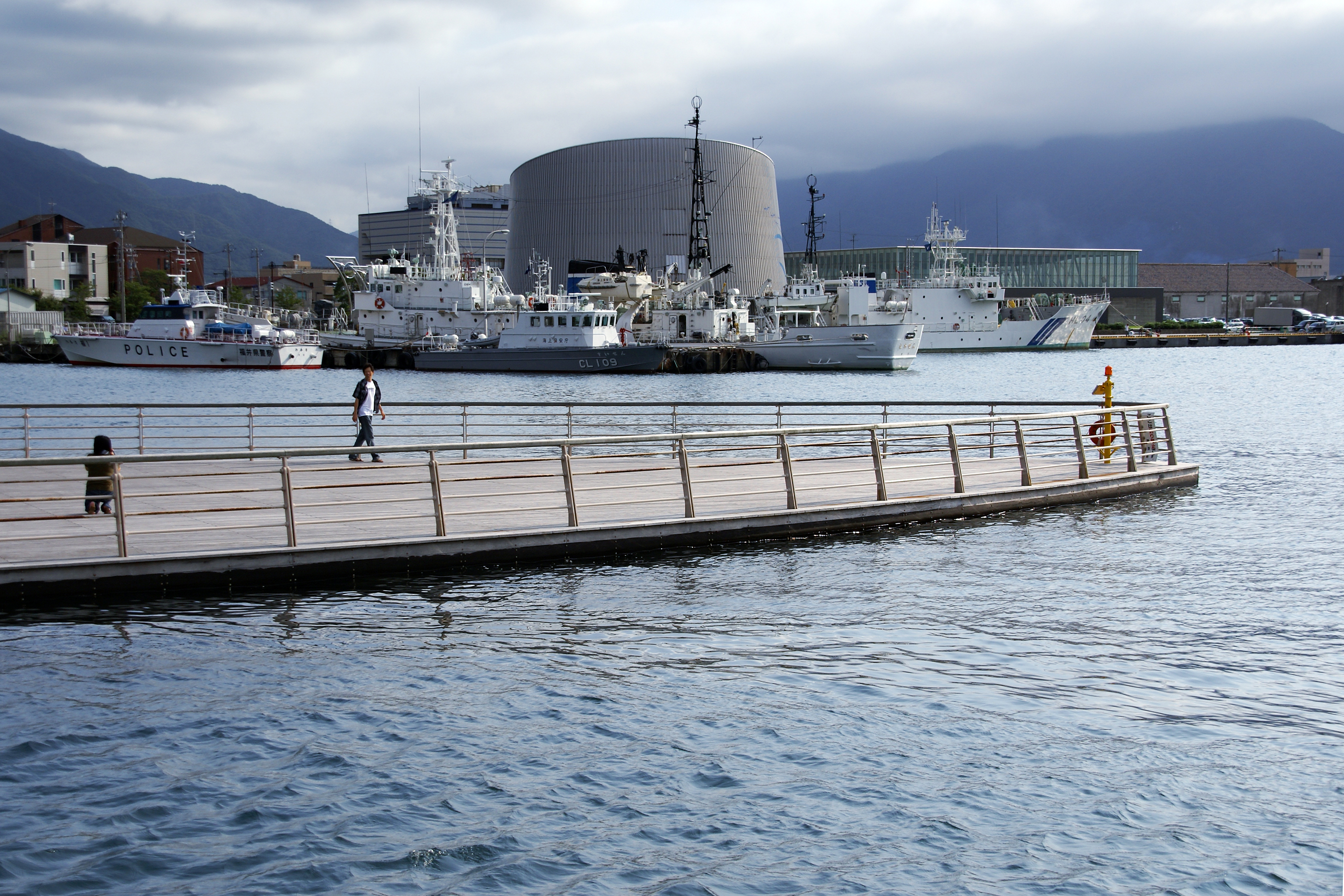
敦賀港
金ヶ崎緑地

陸上交通では、京都、米原、舞鶴、福井の四方との結節点となっている。また、海上交通では北海道への貨客フェリーが就航するほか、国際貨物航路も就航するなど物流の結節点となっている。

### 鉄道路線
西日本旅客鉄道（JR西日本）
- 北陸新幹線
  - 敦賀駅
- 北陸本線
  - 新疋田駅 - 敦賀駅
- 小浜線
  - 敦賀駅 - 西敦賀駅 - 粟野駅

ハピラインふくい
- ハピラインふくい線
  - 敦賀駅

### バス

#### 一般路線バス
- 福井鉄道（福鉄バス）
- 敦賀市コミュニティバス（敦賀海陸運輸、敦賀観光バス及び福鉄バスに運行を委託）
- 湖国バス

#### 高速路線バス
- 京福バス
- JR東海バス
- JRバス関東
- 中日本ツアーバス
- 阪急観光バス
- 名鉄バス

### 道路

#### 高速道路
中日本高速道路
- E8北陸自動車道
  - （滋賀県長浜市:(3)木之本IC - 賤ケ岳SA） - 刀根PA - (3-1)敦賀JCT - (4)敦賀IC - 杉津PA - （南条郡南越前町:（5）今庄IC）
- E27舞鶴若狭自動車道
  - （三方郡美浜町:（14）若狭美浜IC） - (15)敦賀南スマートIC - (3-1)敦賀JCT

#### 国道
- 国道8号
  - 敦賀バイパス
- 国道27号
  - 金山バイパス
- 国道161号
- 国道162号（本市内では国道27号と重複）
- 国道476号

#### 福井県道
主要地方道
- 福井県道13号敦賀停車場線
- 福井県道33号佐田竹波敦賀線
- 福井県道36号敦賀港線
- 福井県道・滋賀県道140号敦賀柳ヶ瀬線

一般県道
- 福井県道141号竹波立石縄間線
- 福井県道142号松島若葉線
- 福井県道143号松原粟野停車場線
- 福井県道204号大谷杉津線
- 福井県道207号今庄杉津線
- 福井県道209号五幡新保停車場線
- 福井県道210号余座若葉線
- 福井県道211号山櫛林線
- 福井県道225号敦賀美浜線
- 福井県道271号敦賀駅東線

#### 港湾
- 敦賀港
- 浦底漁港
- 立石漁港
- 白木漁港

#### 国内航路
- 新日本海フェリー
  - 敦賀港 - 苫小牧東港（直行便）
  - 敦賀港 - 新潟港 - 秋田港 - 苫小牧東港（寄航便）
- 近江トラベル（オーミマリン）
  - 水島への渡し船（夏季のみ）[36]
    - 色ヶ浜 - 浦底 - 水島 - 色ヶ浜
    - 色ヶ浜 - 浦底 - 水島 - 浦底 - 色ヶ浜
    - 色ヶ浜 - 水島 - 色ヶ浜

## 観光

### 景勝地
- 敦賀湾 - 越前加賀海岸国定公園、若狭湾国定公園の区域。
  - 気比松原 - 敦賀湾に臨む松原で、日本三大松原の一つ。かつては氣比神宮の神苑。国の名勝。
  - 水島 - 無人島。夏季に渡し船で上陸できる[36]。
  - 門ヶ崎 - 日本海に突き出た断崖絶壁
- 黒河渓谷

### 名所・旧跡
主な城郭・館
- 金ヶ崎城跡（国の史跡）、手筒山城跡
- 玄蕃尾城跡（国の史跡）
- 疋壇城跡（福井県指定史跡）
- 敦賀城跡

主な神社
- 氣比神宮 - 官幣大社、越前国一之宮。大鳥居は国の重要文化財。
- 金崎宮 - 官幣中社
- 常宮神社 - 梵鐘は国宝。
- 天満神社 - 郷社
- 晴明神社 - 安倍晴明ゆかりの神社。

主な寺院
- 幸臨寺跡 - 三重塔を含む9棟の伽藍は敦賀空襲で焼失した。
- 西福寺 - 庭園は国の名勝。
- 金前寺
- 妙顕寺

主な遺跡
- 中郷古墳群（国の史跡）
- 穴地蔵古墳（福井県指定史跡）
- 立洞古墳（二号墳）（福井県指定史跡）

主な史跡等
- 旧大和田銀行本店 - 国の重要文化財（建造物）
- 柴田氏庭園（甘棠園） - 国の名勝
- 武田耕雲斎等墓 - 国の史跡
- 旧北陸線トンネル群（文部科学省文化庁第18-0144号登録有形文化財）
- 洲崎の高灯籠 - 福井県指定史跡
- 武田耕雲斎本陣跡（新保陣屋） - 敦賀市指定史跡
- 幸若遺跡庭園 - 敦賀市指定名勝
- 疋田舟川用水路 - 琵琶湖と敦賀湾を運河で結ぶ計画の一環として、小浜藩が1815年に建設。
- 木の芽古道
- 深坂古道
- 愛発関跡 - 古代三関の一つ。
- 大日本帝国陸軍省歩兵第19連隊跡（敦賀連隊史蹟碑、歩哨舎等）
- 松原客館

### 観光スポット
敦賀港周辺・博物館
- 敦賀港
- 金ヶ崎緑地
- 人道の港 敦賀ムゼウム
- きらめきみなと館
- 旧敦賀港駅舎
- 敦賀赤レンガ倉庫 - 国の登録有形文化財
- 洲崎の高灯籠
- 敦賀水産卸売市場 つるが大漁市場
- 敦賀市立博物館（旧大和田銀行）
- みなとつるが山車（やま）会館
- 紙わらべ資料館
- 立石岬灯台

その他
- 敦賀トンネル温泉
- 敦賀きらめき温泉リラ・ポート
- 日本海さかな街
- ニューサンピア敦賀
- 宇宙戦艦ヤマト、銀河鉄道999：敦賀駅から氣比神宮までの歩道にモニュメントが複数建っている。

原子力発電広報施設
- 日本原子力研究開発機構 - アクアトム（神楽町二丁目、運営停止中）、アトムプラザ（木崎）、エムシースクエア（白木一丁目、運営停止中）
- 日本原子力発電 - 敦賀原子力館（明神町）、げんでんふれあいギャラリー（本町二丁目）
- 福井県 - 福井原子力センターあっとほうむ（吉河）

## 文化・名物

### 祭事・催事
- 敦賀西町の綱引き（相生町）：1月に漁師が夷子方、百姓が大黒方に分かれ、その年の大漁と五穀豊穣を願って競われる綱引きの伝統は、400年以上続くとされる[37]。国の重要無形民俗文化財。
- 氣比神宮例大祭と敦賀まつり（9月上旬）
- 花換まつり：金崎宮、4月上旬[38]
- とうろう流しと大花火大会：気比の松原において、送り火として行われる。（8月16日）
- 晴明の朝市（相生町）：晴明神社の門前（博物館通り）で行われる。
- きらめきサマーフェスティバル（敦賀港）（7月海の日前後の週末）
- 敦賀港カッターレース（敦賀港）（7月海の日もしくは次の日曜）敦賀海洋少年団が1996年から実施。

### 名産・特産
特産品
- コンブ加工 - 古代より蝦夷から運ばれて来た板昆布は、敦賀湊で陸揚げされ、琵琶湖を通じて京、大坂へ送られた。また出汁昆布、おぼろ昆布、とろろ昆布などに加工され、現在でも、全国の80%以上を生産している。
  - 昆布巻 - 同じく蝦夷から運ばれて来たニシンを芯に、昆布で巻き炊く。
  - 求肥昆布
- ニシン寿司（麹漬け） - 蝦夷から運ばれて来たニシンを使用した熟れ寿司。
- かまぼこ
- ちくわ
- へしこ- サバやイワシの糠漬け（熟れ寿司）。
- 小鯛（レンコダイ）の笹漬け - かつて、ヒカワ食品（公文名）が、を製造していた。現在は、オオハシ（市野々町一丁目）[39]が製造。
- 水仙まんじゅう（くずまんじゅう）
- 豆落雁
- 堅パン

名物
- 中華そば

### 曲
- 水前寺清子「敦賀とてもすきすき」（1969年6月1日）- 水前寺清子の27枚目のシングルとして発売された。敦賀港開港70周年を記念して作られた。現在でも敦賀まつりの民謡の夕べにて踊られている。令和4年7月1日には福井県立敦賀高等学校生徒の森野巧巳[40][41][42][43]によって、福井県初の高校生によるNPO法人、「特定非営利活動法人とても敦賀すきすき[44]」という民謡保存・継承団体も設立された。
- 水前寺清子「敦賀ばやし」（1969年6月1日）- 敦賀とてもすきすきのB面に収録された。阿波踊りのような踊りが振り付けられている。
- 伊藤久男「大敦賀行進曲」（1936年1月）- 敦賀の名士・宇野泰三が自費でマスダ（レコード屋）に敦賀の新民謡を作ることを依頼し、マスダからコロムビアレコードへ委託された。当時敦賀にあった「敦賀座」には実際に伊藤久男が来ている。また、B面には音丸「滿洲想へば」が配され、ヒットした。
- 塩原秩峰 南地おせん「敦賀みなと音頭」(1934年4月) - B面には結城浩 南地おせん「敦賀みなと音頭(B)」が配されている。
- 春日八郎 下谷二三子「気比音頭」（1960年6月）- 北陸トンネル開通記念に発売された。
- 三橋美智也「トンネル節」（1960年6月）- 気比音頭のB面に収録された。三橋美智也「懐しの高原」のB面にも収録されている。
- 北島三郎「あゝ水戸浪士」（1966年7月10日） - 北島三郎の46枚目のシングルとして発売された。敦賀市・水戸市姉妹都市提携1周年記念歌として作られた。
- 北島三郎 葵ひろ子「松原音頭」（1966年7月10日） - あゝ水戸浪士のB面に収録された。「オモシェーナ」という敦賀弁も見られる。
- 黒木曜子「敦賀ブルース」（1954年6月） - 青木光一 神楽坂玉枝「福井ばやし」と共に描かれている団扇が存在する。
- 五木ひろし「敦賀・恋歌・港歌」（1999年1月21日） - 五木ひろしの89枚目のシングルとして発売された。敦賀港開港100周年イメージソングとして作られた。
- 香西かおり「居酒屋「敦賀」」（2005年4月27日） - 香西かおりの25枚目のシングルとして発売された。
- 森野巧巳「復興敦賀音頭」（1947年5月3日選定） ‐戦災から復興する際の意氣を高めようと敦賀市公民館によって選定された曲である。レコード化はされておらず、幻の曲となっていたが、市民有志による団体「復興敦賀音頭を育む会」によって、北陸新幹線開業記念事業の一貫として復活させられ、同会からの依頼を受け、特定非営利活動法人とても敦賀すきすき 理事長 森野巧巳が吹き込んだ。

### 文学
- 馳星周「光あれ」（2011年8月）

## 出身関連著名人

### 出身著名人
- 大和田荘七（実業家）
- 大和田金之助（商人）
- 大和田伸也、大和田獏（俳優の兄弟、商人・大和田荘兵衛の子孫）
- 飯田新七（商人、髙島屋、高島飯田の礎）
- 熊谷三太郎（実業家、政治家）
- 西野嘉一郎（実業家）
- 竹中直純（実業家、プログラマー）
- 田中次紀（実業家）
- 桑原隲蔵（東洋史学者。京都帝国大学教授）
- 桑原武夫（フランス文学者。評論家。上記、隲蔵の息子。文化勲章受章。京都大学人文科学研究所所長。敦賀は母の里帰り出産の地なので実質的には京都出身であるが、本人が両親の出身地である敦賀の地を愛し、終生敦賀出身と称し続けた）
- 島恭彦（財政学者。京都大学教授）
- 橋本進吉（国語学者。東京帝国大学教授）
- 稲垣達郎（国文学者。早稲田大学教授）
- 洲崎惠三（ドイツ文学者）
- 八木敏雄（アメリカ文学者）
- 辻茂（美術史学者）
- 小野一（政治学者）
- 木谷要一（物理学者。旅順工科大学教授）
- 木谷龍吉（技術者、化学者）
- 松木謙治郎（プロ野球選手、元阪神タイガース監督）
- 小林利蔵（プロ野球選手）
- 伊原徳栄（プロ野球選手）
- 辻佳紀（プロ野球選手、テレビタレント）
- 刀根剛（プロ野球選手）
- 高橋里志（プロ野球選手）
- 川崎泰央（プロ野球選手）
- 岸一郎（野球選手、監督）
- 高木尚（ハンドボール選手）
- 西畑直哉（プロボクサー）
- 三田村拓也（プロボクサー）
- 伊原克彦（競輪選手）
- 伊原弘幸（競輪選手）
- 杉村憲司（声優）
- 松村康世（女優）
- 峰さを理（女優、元宝塚歌劇団）
- 風見梢太郎（作家、2008年に執筆した長編小説「浜風受くる日々に」には敦賀の風物が多出）
- 髙木孝一（政治家）
- 髙木毅（政治家、衆議院議員）
- 川島實（政治家）
- 河瀬一治（政治家、敦賀市長）
- 米澤光治（政治家、敦賀市長）
- 伊東一刀斎（敦賀出身とする書物がある）
- 山登義明（元NHKプロデューサー）
- 久ヶ沢徹（俳優）
- 吉田浩之（声楽家）
- 大谷喜久蔵（陸軍軍人、華族）
- 小出保太郎（世界最高齢男性）
- 小松英樹（囲碁棋士）
- 松旭斎天洋（奇術師）
- 松木治三郎（牧師、神学者）
- 岡野陽一（芸人）
- 三代真史（ジャズ舞踏家、振付家）
- 大橋陽山（書家）
- 井上白文地（俳人）
- 藤原定（詩人、評論家）
- 濱頭優（アイドル、女優）※越前市生まれ
- 林風奈（アイドル、ほくりくアイドル部のメンバー）
- もんじゅ君（キャラクター）- 敦賀市在住

### ゆかりのある人物
- 都怒我阿羅斯等：朝鮮半島から日本に来たとされる伝説上の人物。
- 恒良親王：後醍醐天皇の皇子。金ヶ崎城にて捕われ、後に殺害された。金崎宮祭神。
- 尊良親王：後醍醐天皇の皇子。金ヶ崎城にて自害。金崎宮祭神。
- 新田義貞：1336年から1337年にかけて南朝方の将として恒良親王、尊良親王を奉じ金ヶ崎城に籠城。落城後は杣山城へ移り抗戦を続ける。
- 大谷吉継：敦賀城主。関ヶ原の戦いで西軍につき自害。
- 松尾芭蕉：江戸時代の俳諧師。 おくのほそ道の旅で立ち寄り句を詠んだ。
- 武田耕雲斎：水戸藩士。天狗党首領。敦賀郡新保にて江戸幕府側に投降。一党は敦賀で幕府側に虐待され、武田をはじめその多くが処刑された。彼らに同情的であった敦賀と水戸には後日姉妹都市関係が誕生した。敦賀の歴史をまとめた本には、同地の小浜藩関係者は天狗党を当初手厚く待遇した（後から乗り込んだ幕府関係者の指示により残虐な待遇に変えられた）とある。また、桜田門外の変における水戸と彦根の和解を仲介した場所は敦賀である。
- 籠手田安定：明治期の滋賀県令。滋賀県からの分離に際し、1881年2月、反対文書（若狭・越前四郡離脱に対する建議書[3]）を、太政大臣三条実美と内務卿松方正義宛に送る。
- セルゲイ・プロコフィエフ：ロシアの作曲家。敦賀港にて日本上陸。
- 杉原千畝：外交官。「命のビザ」で知られる。ユダヤ系難民が敦賀港で上陸した。
- 古関裕而：「大敦賀行進曲」を作曲。敦賀の盆踊り曲の一つとして市民に知られる。
- 安部公房：作家。小説『箱男』の舞台は敦賀市である。同書に収録されている洋館の写真は、敦賀の歴史的建造物である旧大和田別荘（現在は解体）である。
- ブルーノ・タウト：建築家。来日の際に敦賀港に上陸。その模様は著書『ニッポン』にも記されている。
- 泉鏡花：作家。『高野聖』の冒頭に敦賀の駅前旅館でのシーンが登場する。
- 志賀直哉:作家。『暗夜行路』の中に敦賀が登場する。
- 芥川龍之介：作家。『芋粥』の中に敦賀が登場する。これは、「芋粥」が敦賀に伝わる昔話を題材にしているためである。
- 田山花袋：作家。紀行文の中で敦賀の風光を愛でている。
- アムンゼン：冒険家。敦賀港に寄港。
- かんべむさし：作家。関西学院大学在学中、広告研究会サマーストア出店のため毎夏を敦賀で過ごす。エッセイでしばしば回顧するほか、連作中篇「遠い街・恋の街」の最終話の舞台を敦賀に設定。
- 小泉武夫：発酵学者、食物エッセイスト。敦賀の魚介を愛し、しばしばエッセイで取り上げる。
- 実相寺昭雄：映画監督。長編映画第2作『曼陀羅』の舞台を敦賀にとる。京都と日本海に挟まれた北近畿地方の風土に強い関心を持ち、前作の『無常』（ロカルノ国際映画祭クランプリ受賞）の琵琶湖畔、次作『哥』の丹波篠山とで三部作を構成した。
- 瀬戸内寂聴：作家。敦賀短期大学第2代学長。
- 海野弘：評論家・文化史家。日本のモダン建築を探訪した『光の街 影の街』の中で敦賀の旧大和田銀行や大和田別荘などを取り上げている。
- 池内紀：ドイツ文学者・エッセイスト。『日本風景論』（角川選書）の中で「幻の防壁――松島」と題して、敦賀を取り上げている。
- 五木寛之：作家。『五木寛之全紀行』（東京書籍）第5巻の中で、「陰のなかの陽・敦賀」と題して、敦賀を取り上げている。
- 林芙美子：作家。代表作『浮雲』は、主人公が敦賀港に降り立つ場面から始まる。
- 桜田淳子：歌手、女優。1992年から2000年にかけ、芸能活動を半引退の形で当市に在住。
- 松本零士 : 敦賀駅から氣比神宮までの歩道に、宇宙戦艦ヤマトと銀河鉄道999のモニュメントが複数建っており、それらを題材にした絵画コンクールで審査員を務める。
- 半井桃水（小説家）- 敦賀市の病院で死去
- 森可隆（武将）- 信長の命で朝倉方の籠もる越前敦賀・手筒山城を攻めた際に可隆も同行した。初陣の可隆は城に一番乗りを果たし、同城は陥落したが、可隆は深入りをし過ぎたため反撃を受けて討死した。享年19。美濃金山・可成寺に供養墓がある。
- 森本一雄（政治家）- 初代敦賀市長
- 橋本長兵衛（江戸時代の日本画家）-（浮世絵師）の名跡。越前敦賀において鷹の絵を書き長兵衛鷹絵として珍重されていた。
- 大谷吉治（武将）- 慶長5年（1600年）の関ヶ原の戦いでは吉継と共に西軍に与し、北陸で前田勢を足止めした後、関ヶ原に移動。小早川秀秋の軍勢が西軍を裏切り、大谷隊はその攻撃を受けて奮戦するが、部隊は壊滅して父の吉継は自害した。吉治は敦賀に落ち延び再起を期そうとしたが、敦賀城の留守居も不穏な動きをしたため断念し、大坂に落ち延びたと軍記類に記されている[45]。
- 安島鉄次郎（志士）- 敦賀に立ち寄ったことがある
- 武内宿禰（記紀に伝わる古代日本の人物）- 皇后の命で太子を伴って角鹿の笥飯大神（福井県敦賀市の氣比神宮）を拝し、帰還後に開かれた宴では太子に代わって皇后に返歌した[46]。
- 根本新平（水戸藩士）- 斬刑
- 桃井直信（武将）- 越前金ヶ崎城と敦賀の南朝軍と戦った
- 井上武史 (経済学者) - 敦賀市役所職員、福井県立大学准教授
- 伊能忠敬（商人、天文学家）- 敦賀周辺を測量した
- 里見時成（武士）- 敦賀市金ヶ崎町の絹掛神社に、義貞の子義顕、瓜生保、由良具滋、気比氏治らと共に合祀されている。
- 野老朝雄（デザイナー）- 敦賀市オルパークの案内掲示マークや英数字のデザイン[47]
- 直井敏光（プロレスラー）- 敦賀市の北陸自動車道上り線で道路の右側斜面に衝突し横転事故を起こした。その後病院に搬送されたが同日12時40分、頭蓋骨骨折で死亡した。26歳没。
- 金輪五郎（志士）- 敦賀で捕縛された
- 野村嘉六（政治家、弁護士）- 敦賀の裁判所を歴任
- 飯田新七（商人）- 幕末近江商人飯田家の婿養子となり髙島屋・高島飯田の礎を築いた。
- キム・イルジン（指揮者）- 1991年、日本の敦賀市で開かれた環日本海国際芸術祭に出演。
- 秋田実季（大名）
- 秋本真利（政治家）- 2014年1月7日に高速増殖炉もんじゅ視察のため福井県敦賀市を訪れた際、タクシーを予約しようとしたが、原発反対論者であることを理由として配車を断られた。タクシー会社側は謝罪したとしているが、秋本は不快感を示している。また、国土交通省中部運輸局も、問題のタクシー会社に対し再発防止策を取るよう求めている[48]。
- とだともこ - 漫画酒場ミモザの主な登場人物でマスター（姓は木村）が敦賀出身
- 野添ひとみ（女優）- 一時期、敦賀市に疎開していた
- 藤井勉三（長州藩士）- 明治5年4月2日（1872年5月8日）敦賀県参事に就任
- 藤田小四郎（水戸藩士）- 敦賀の来迎寺にて処刑された
- 重金敦之（エッセイスト、食味評論家）- 母親が敦賀市出身
- 北川悠仁（フォークデュオ「ゆず」のメンバー）- 母親が敦賀市出身
- 窪塚洋介（俳優）- 祖母が嶺南地方出身
- 吉田圭吾（福井テレビアナウンサー）- 福井県立敦賀高等学校出身
- 川井梨紗子 - レスリング選手。夏季オリンピック（2016年リオデジャネイロ、2021年東京）金メダリスト。婚姻により敦賀市へ（夫は嶺南学園敦賀気比高等学校レスリング部監督）。